# Bulgaria
Bulgaria (en búlgaro: България, Bǎlgariyaⓘ), oficialmente República de Bulgaria (Република България, Republika Bǎlgariya) es uno de los veintisiete Estados soberanos que forman la Unión Europea. Está situado en Europa Oriental, Europa meridional, y Europa del Sudeste. Limita con Rumania al norte (separados en gran parte por el Danubio), Serbia y Macedonia del Norte al oeste, con Grecia y Turquía al sur, y con el mar Negro al este.
Con un territorio de 110 879 km², Bulgaria es el decimoquinto país más grande de Europa por  extensión. Varias zonas montañosas definen el paisaje, destacando la Stara Planina (los Balcanes) y las montañas Ródope, así como las montañas Rila, que incluyen el pico más alto en la región de los Balcanes, el Musala. Por el contrario, la llanura del Danubio en el norte y la llanura tracia superior en el sur son las regiones más bajas y más fértiles de Bulgaria. Los 354 km de costas del mar Negro constituyen todo el límite oriental del país.La capital y ciudad más poblada es Sofía, con una población permanente de 1 270 284 habitantes.
La aparición del estado búlgaro se remonta al siglo VII. El estado y la etnia búlgara actuales conservan las tradiciones del Primer Imperio Búlgaro (681-1018), que llegó a abarcar la mayor parte de los Balcanes y se convirtió en un centro cultural para los eslavos en la Edad Media.Con la caída del Segundo Imperio Búlgaro (1185-1396/1422), su territorio cayó bajo el dominio del Imperio otomano durante casi cinco siglos. La Guerra Ruso-Turca (1877-1878) llevó a la creación del Principado autónomo de Bulgaria en 1878, que obtuvo la plena soberanía en 1908.En 1945, tras la Segunda Guerra Mundial, se convirtió en un estado socialista y formó parte del Bloque del Este, hasta que tuvieron lugar los cambios políticos  de 1989 y 1990, cuando el Partido Comunista permitió elecciones multipartidistas y Bulgaria llevó a cabo una transición a la democracia parlamentaria y la economía de libre mercado capitalista con resultados mixtos.
Bulgaria funciona como una democracia parlamentaria dentro de una república constitucional unitaria. Además es miembro de la Unión Europea, la OTAN, las Naciones Unidas y la Organización Mundial del Comercio.

## Etimología
Es un pueblo que estableció un estado en la región de Mesia en siglo III d.C., entonces bajo control Imperio Romano. Si bien es complejo establecer una etimología precisa del nombre, que se remonta al siglo III y la antigua Gran Bulgaria, puede relacionárselo con la palabra prototurca bulģha que significa tanto "mezclar" como "sacudir" y su derivado bulgak "revuelta"o "desorden". El nombre búlgaro puede traducirse como "el pueblo mezclado" o bien "el pueblo rebelde". Otras etimologías propuestas, que han tenido un apoyo limitado y se consideran poco probables, incluyen la que lo deriva del germánico oriental con el sentido de "los combatientes", del latín burgaroi, es decir los mercenarios de los burgi o "fuertes" del limes danubiano, de una raíz derivada del río Volga o bien de una palabra turca antigua, reconstruida, *bel-gur que significaría: "los cinco uigures".

## Historia

### Prehistoria y Edad Antigua
Las culturas prehistóricas asentadas en las tierras búlgaras incluyen la cultura neolítica de Hamangia y la cultura de Vinca (5-3 milenio a. C.), la cultura de Varna en el eneolítico (5.° milenio a. C.) y la cultura de Ezero de la Edad del Bronce. La cronología de Karanovo sirve como un indicador de la prehistoria en la región de los Balcanes.
Los tracios, uno de los tres principales grupos ancestrales de los búlgaros modernos, vivieron separados en varias tribus hasta el 500 a. C., cuando el rey Teres I unificó a la mayoría de ellos en el Reino odrisio. Después de emigrar de su patria original, algunos grupos de eslavos meridionales se asentaron en el territorio de la actual Bulgaria durante el siglo VI y se mezclaron con los tracios "romanizados". Finalmente, la élite de los búlgaros incorporó a todos ellos en el Primer Imperio Búlgaro.

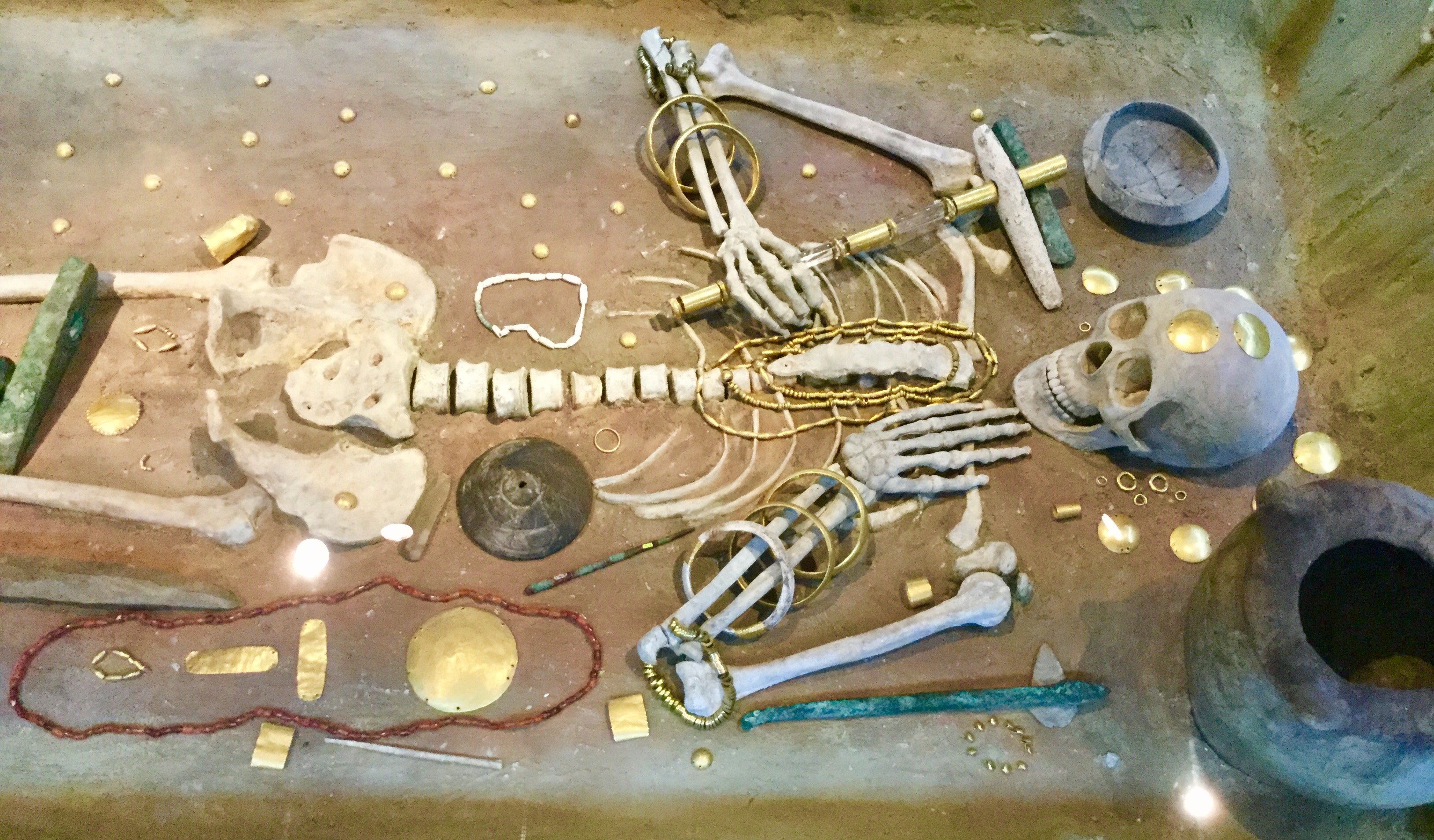
Una tumba en Varna con algunas de las joyas de oro más antiguas del mundo (datadas 4600-4200 a. C.)
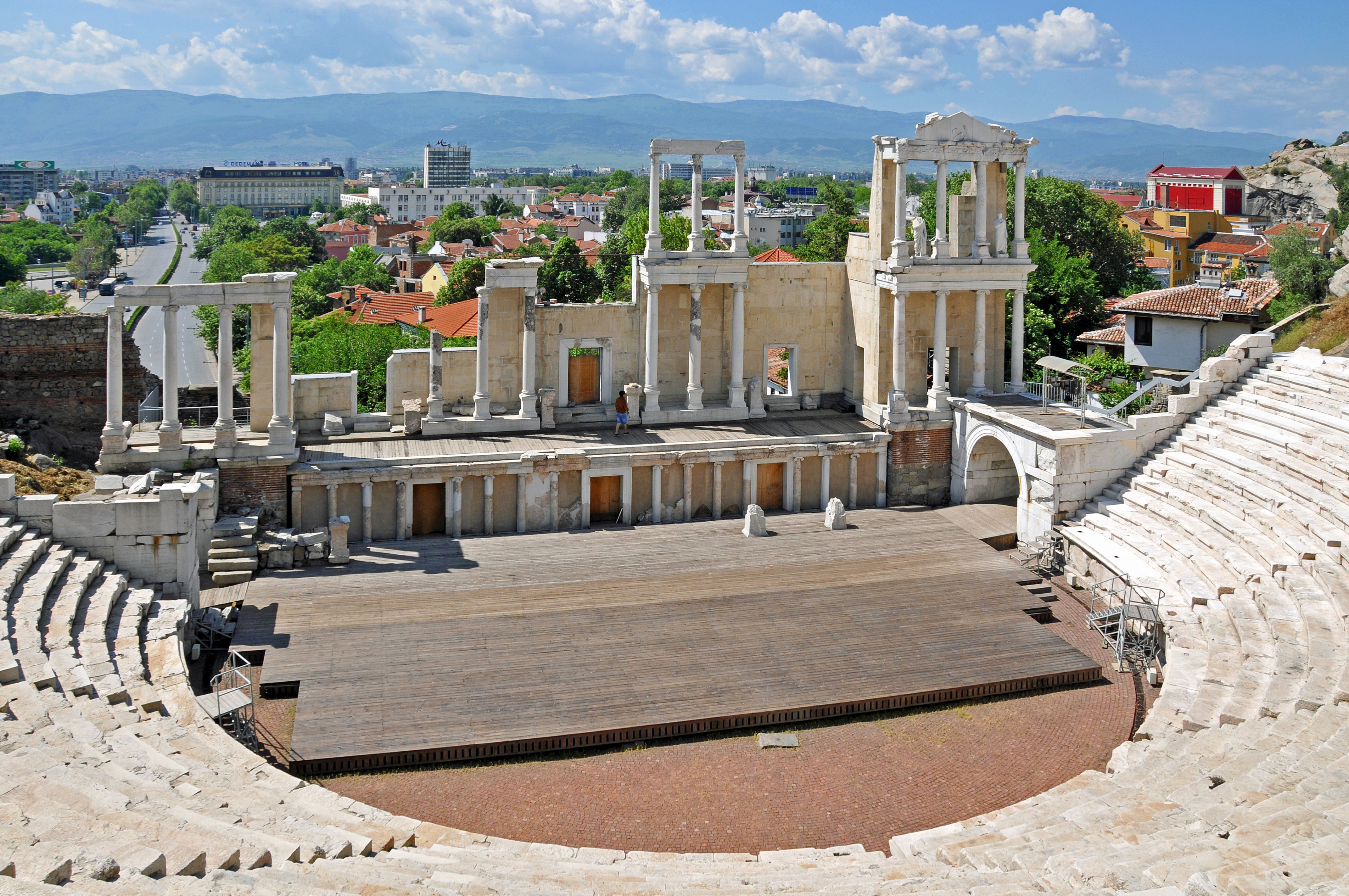
El teatro romano de Plovdiv
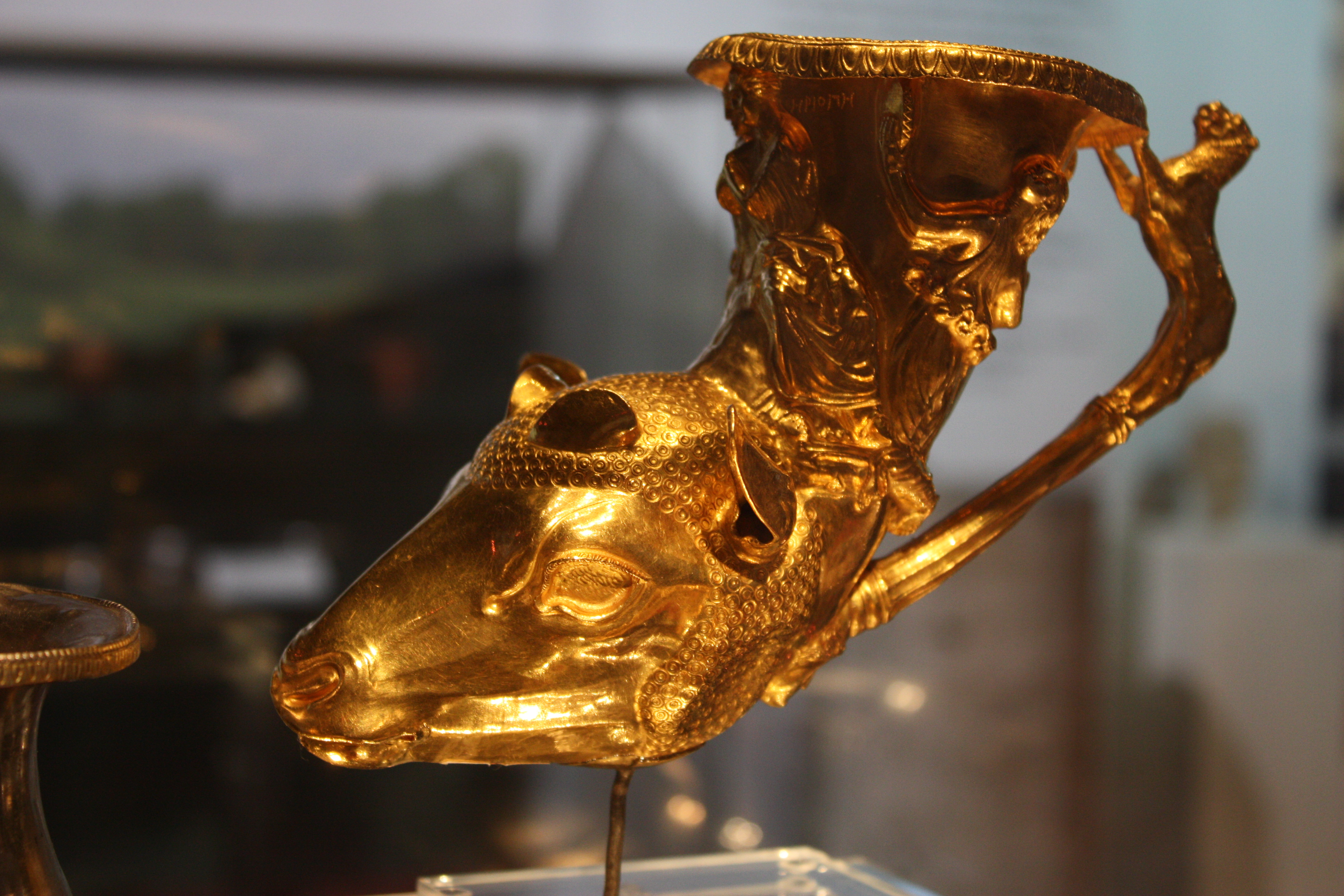
Un ritón de oro, parte del Tesoro de Panaguiúrishte (s. iv o iii a. C.)

### Segundo Imperio Búlgaro
Basilio II logró prevenir las rebeliones al mantener las leyes locales de la nobleza de Bulgaria, que se incorporaron en la aristocracia bizantina como arcontes o estrategos, garantizando así la indivisibilidad de Bulgaria con sus antiguos límites geográficos y reconociendo la autocefalía del Arzobispado búlgaro de Ohrid. Después de su muerte, las políticas internas bizantinas cambiaron, lo que condujo a una serie de rebeliones sin éxito, la más grande de ellas fue dirigida por Pedro Delyan. Sin embargo, no fue hasta 1185 cuando los nobles de la dinastía Asen, Ivan Asen I y Pedro IV, organizaron un gran levantamiento que logró restablecer al Estado búlgaro, marcando el inicio del Segundo Imperio Búlgaro.

El Segundo Imperio Búlgaro bajo el Zar Ivan Asen II.

La dinastía Asen estableció su capital en Veliko Tarnovo. Kaloyan, el tercero de los monarcas de Asen, extendió sus dominios a Niš, Belgrado y Skopie, reconoció la supremacía espiritual del papa y recibió una corona real de un legado apostólico. El crecimiento cultural y económico se mantuvo con Ivan Asen II (1218-1241), quien extendió su control sobre Albania, Epiro, Macedonia y Tracia. En esa época, los logros de la escuela artística de Tarnovo, así como las primeras monedas acuñadas por un gobernante búlgaro fueron algunos de los indicadores del bienestar del Imperio.

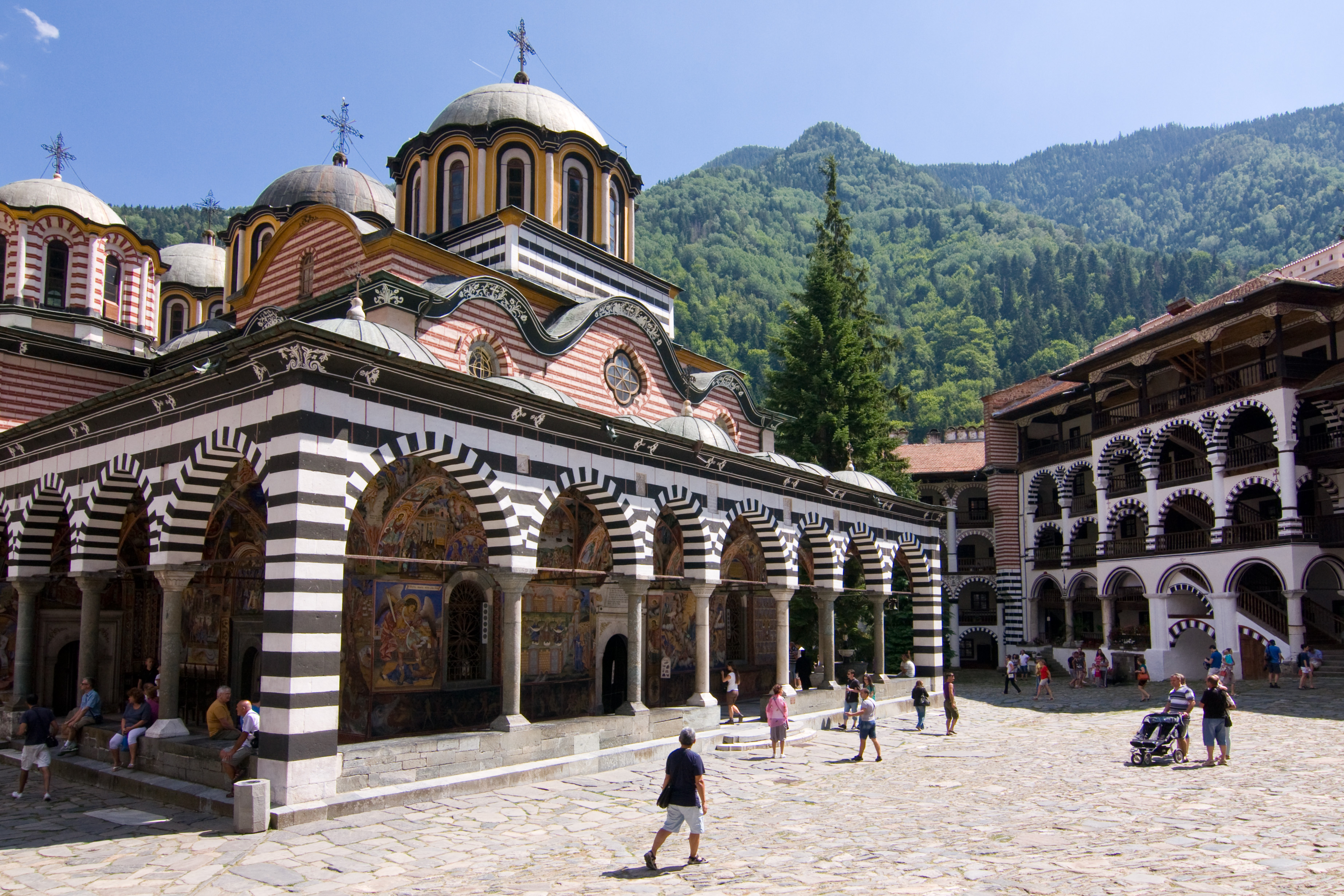
Vista del Monasterio de Rila.

La dinastía Asen terminó en 1257, y debido a las invasiones de los tártaros (iniciadas a finales del siglo XIII), conflictos internos y constantes ataques de los bizantinos y húngaros, el poderío militar y económico del país disminuyó. A finales del siglo XIV, las divisiones entre los terratenientes feudales búlgaros (boyardos) y la propagación de los bogomilos habían causado la división del Segundo Imperio Búlgaro en tres pequeños zaratos (Vidin, Tarnovo y Karvuna) y varios principados semiindependientes que luchaban entre sí y también contra los bizantinos, húngaros, serbios, venecianos y genoveses. En el período entre 1365 y 1370, los turcos otomanos, que ya habían iniciado su invasión de los Balcanes, conquistaron la mayoría de las ciudades y fortalezas búlgaras al sur de los montes Balcanes y comenzaron su avance hacia el norte.

### Caída del Segundo Imperio y periodo otomano
En 1393, los otomanos tomaron Tarnovo, la capital del Segundo Imperio Búlgaro, después de un asedio de tres meses. En 1396, el Zarato de Vidin cayó tras la derrota de una cruzada de cristianos en la batalla de Nicópolis. Con esto, los otomanos finalmente subyugaron y ocuparon Bulgaria. Durante su reinado, la población búlgara sufrió enormemente por la opresión, la intolerancia y el mal gobierno. La nobleza fue eliminada y el campesinado explotado por los otomanos, mientras que los búlgaros carecían de igualdad judicial con los otomanos musulmanes y pagaban impuestos más altos que ellos. La cultura búlgara se aisló de Europa, sus logros fueron destruidos y el clero educado huyó a otros países.

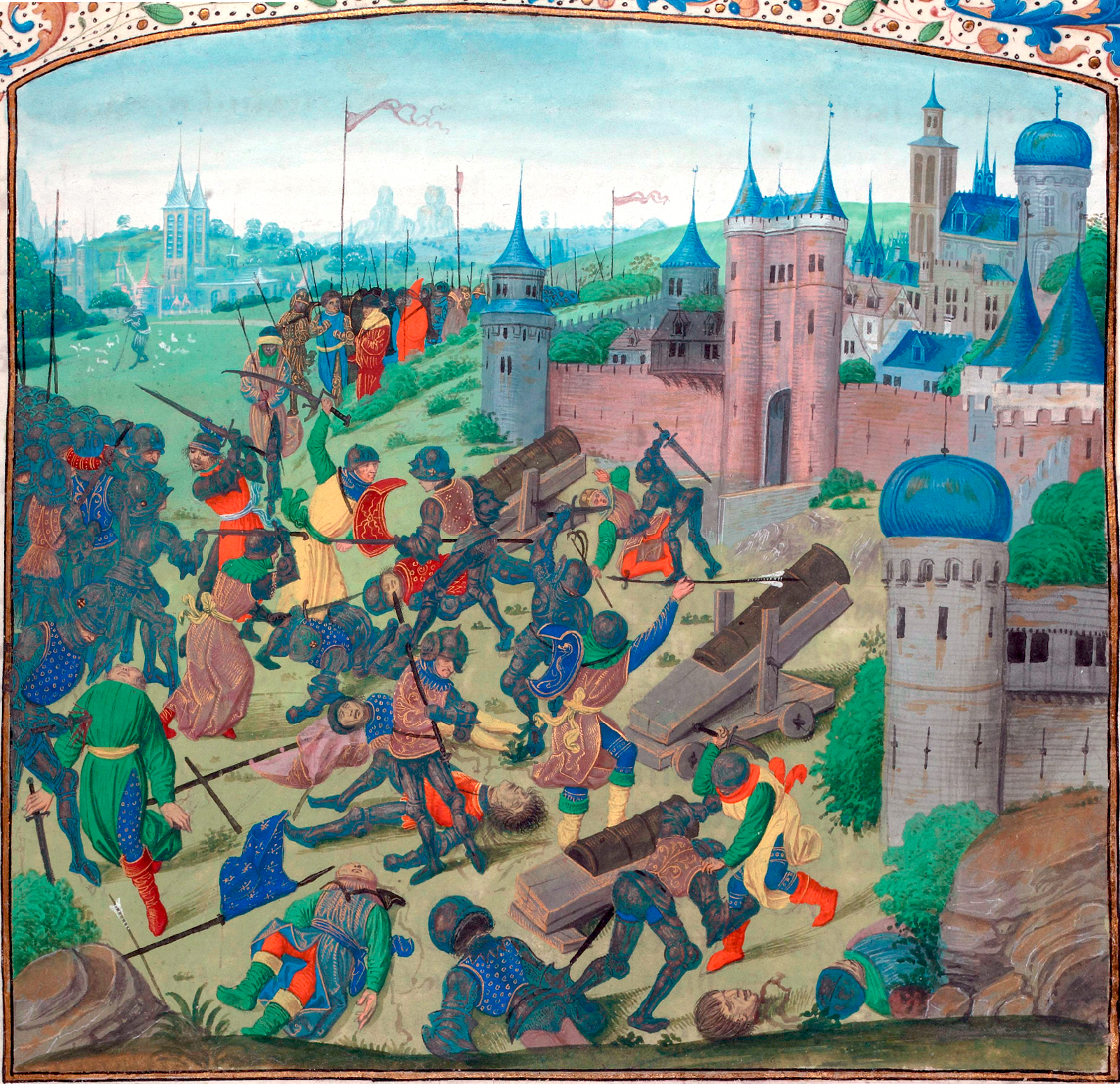
La batalla de Nicópolis, 1396.

A lo largo de los casi cinco siglos de dominación otomana, el pueblo búlgaro respondió a la opresión mediante el fortalecimiento de la tradición del haiduk ("bandolerismo"), y trató de restablecer su estado organizando varias revueltas, destacando los dos levantamientos de Tarnovo (en 1598 y 1686) y la rebelión de Karposh (1689). El despertar nacional de Bulgaria fue uno de los factores clave en la lucha por la liberación, resultando en la sublevación de abril de 1876, la rebelión búlgara más grande y mejor organizada de todas. Aunque fue derrotada por las autoridades otomanas (en represalia, los turcos masacraron a unos 15 000 búlgaros), el levantamiento llamó a las grandes potencias a actuar. En 1876, convocaron a la Conferencia de Constantinopla, pero sus decisiones fueron rechazadas por las autoridades otomanas, lo que permitió al Imperio ruso buscar una solución por la fuerza sin correr el riesgo de una confrontación militar con otras grandes potencias (tal y como había sucedido en la Guerra de Crimea, de 1854 a 1856).

### Tercer Estado Búlgaro

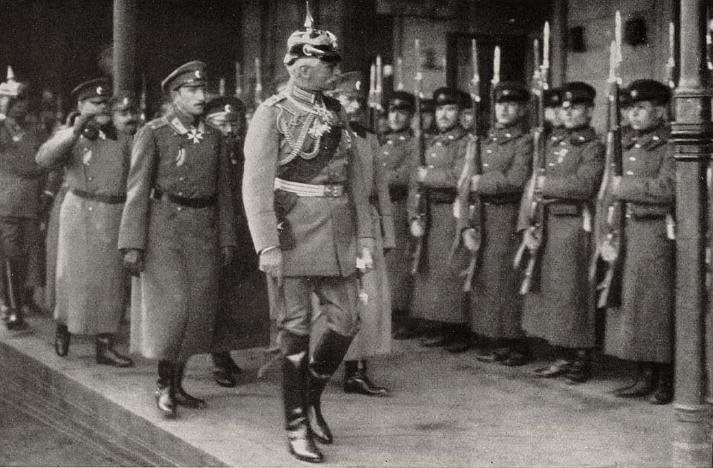
El príncipe Boris III con el mariscal de campo August von Mackensen inspeccionando a las tropas búlgaras, 1916.

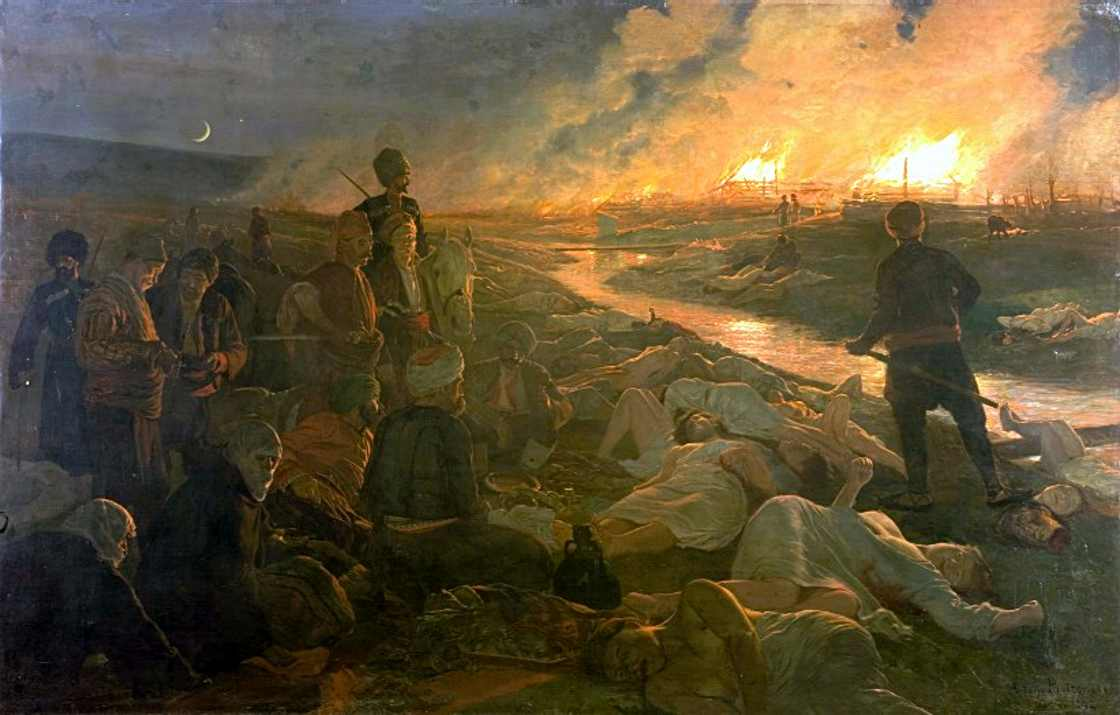
La masacre de Batak, 1876.

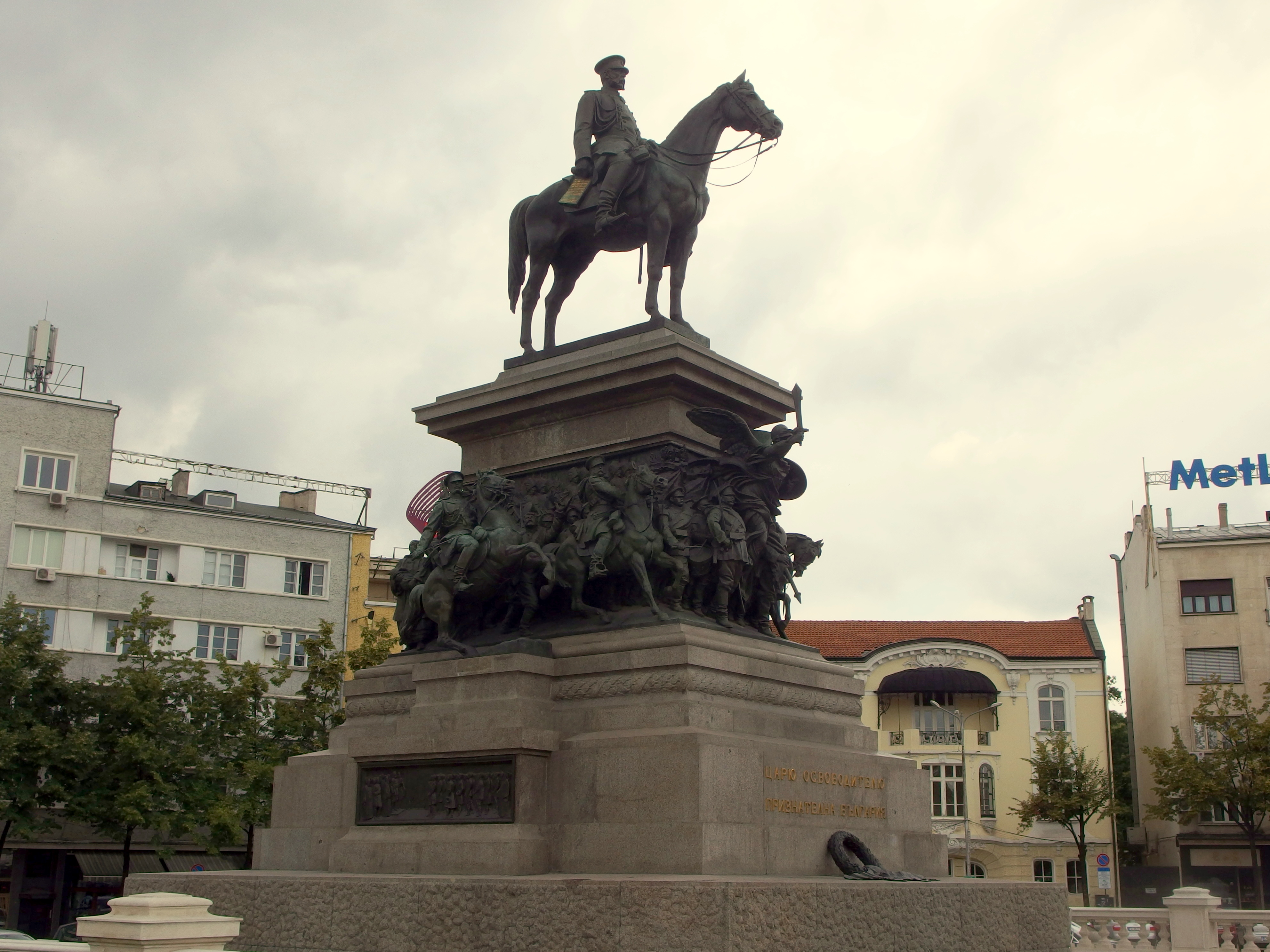
Monumento al emperador ruso Alejandro II (Zar Libertador) en Sofía.

La guerra ruso-turca (1877-1878) dio como resultado la derrota de las fuerzas otomanas por el ejército ruso (apoyado por fuerzas voluntarias de Bulgaria y Rumania) y el Tratado de San Stefano (3 de marzo de 1878), que enunciaba la creación del Principado autónomo de Bulgaria. Las grandes potencias inmediatamente rechazaron el Tratado, por temor a que un país tan grande en los Balcanes pudiese poner en peligro sus intereses. El posterior Tratado de Berlín de 1878 establecía un Estado autónomo mucho más pequeño que incluía a Mesia y la región de Sofía. El principado búlgaro se proclamó Estado independiente el 5 de octubre (22 de septiembre en el calendario juliano) de 1908, después de vencer a Serbia en una breve guerra e incorporar el territorio semiautónomo otomano de Rumelia Oriental.

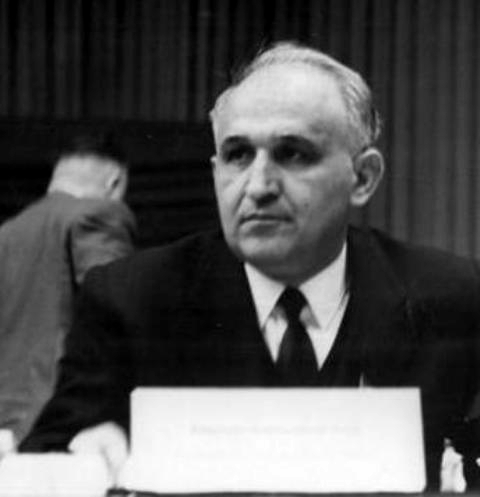
Todor Zhivkov, presidente de la República Popular de Bulgaria entre 1962 y 1989.

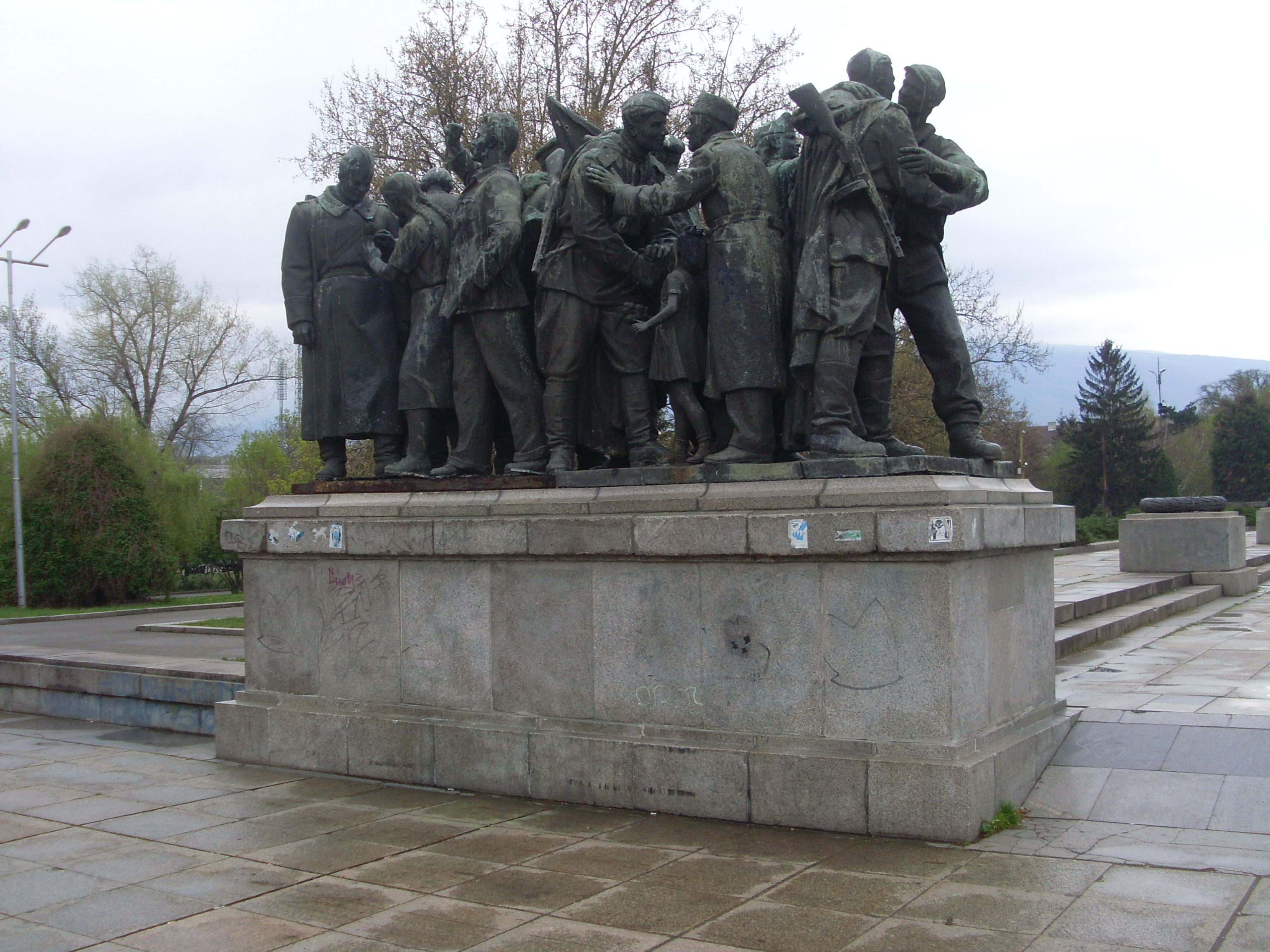
Monumento al Ejército Rojo en Sofía.

En los años siguientes a la declaración de independencia, Bulgaria se convirtió en una nación cada vez más militarizada: se la conocía como la «Prusia de los Balcanes». En 1912 y 1913, Bulgaria libró las guerras balcánicas, en un principio coligada con Grecia, Serbia y Montenegro contra el Imperio otomano. El ejército búlgaro venció en la primera guerra de los Balcanes, pero a continuación surgió un conflicto sobre la división de Macedonia entre los aliados victoriosos. La segunda guerra de los Balcanes concluyó con una gran derrota para Bulgaria, a la que atacaron casi simultáneamente sus vecinos. En la Primera Guerra Mundial, Bulgaria nuevamente se encontró luchando en el lado perdedor como resultado de su alianza con las Potencias Centrales. A pesar de lograr varias victorias (en Doiran, Monastir y nuevamente Doiran en 1918), Bulgaria perdió la guerra y sufrió importantes pérdidas territoriales. La cantidad total de víctimas de estas tres guerras fue de 412 000 civiles muertos, 152 000 militares muertos y más de 260 000 heridos. Una ola de 250 000 refugiados registrados oficialmente, (cerca del 6 % de la población antes de la guerra) y un número incierto de refugiados sin registrar pusieron una presión adicional sobre la economía nacional, ya en ruinas.
A raíz de estas pérdidas, en la década de 1920 y 1930, el país sufrió disturbios políticos, que llevaron a la implantación de la dictadura del zar Boris III (reinó de 1918 a 1943). En 1941, un año después de recuperar el control sobre la Dobruya meridional, Bulgaria entró en la Segunda Guerra Mundial como una de las Potencias del Eje. Sin embargo, se negó a participar en la Operación Barbarroja y nunca declaró la guerra a la Unión Soviética, además de salvar de la deportación a su población judía hacia los campos de concentración al posponer repetidamente el cumplimiento de las demandas alemanas, ofreciendo diversos argumentos. En el verano de 1943, Boris III murió, una circunstancia que llevó al país a la agitación política, al mismo tiempo que la guerra se volvió en contra de la Alemania nazi, y el movimiento de la guerrilla comunista ganaba más poder.

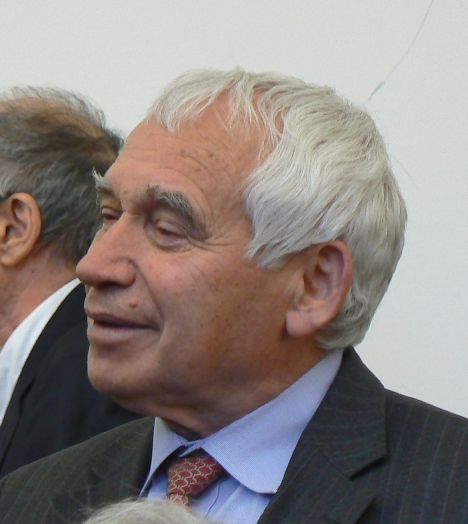
Zhelyu Zhelev, el primer presidente democráticamente electo de Bulgaria.

En septiembre de 1944, el movimiento comunista del Frente de la Patria tomó el poder, tras una serie de huelgas y disturbios, puso fin a la alianza con la Alemania Nazi y se unió a los Aliados hasta el final de la guerra en 1945. El levantamiento comunista del 9 de septiembre de 1944 condujo a la abolición del estado monárquico, pero no fue hasta 1946 cuando se estableció la República Popular de Bulgaria, bajo la influencia soviética, con Georgi Dimitrov (1946-1949) como el líder político de Bulgaria. En 1947, cuando comenzó la colectivización, Bulgaria era un Estado esencialmente agrario, en el que alrededor del 80 % de la población vivía en zonas rurales. A mediados de la década de 1950, el nivel de vida había superado los niveles de antes de la guerra: los salarios reales habían aumentado un 75 %, el consumo de alimentos se había incrementado notablemente, las instalaciones médicas y los médicos eran accesibles a toda la población y, en 1957, los trabajadores de las granjas colectivas se beneficiaron del primer sistema de pensiones y protección social agrícola de Europa del Este.
En el mandato de Todor Zhivkov (1954-1989), el país estableció una economía planificada similar a la de los soviéticos al tiempo que experimentaba con algunas políticas similares a las de una economía de mercado. A mediados de la década de los años 50, las condiciones de vida mejoraron considerablemente. Liudmila Zhivkova, hija de Zhivkov, fue una de las grandes promotoras de la conservación y desarrollo del patrimonio nacional de Bulgaria, la cultura y las artes a nivel mundial. Por otra parte, en la década de 1980, una campaña de asimilación cultural dirigida hacia los turcos, dio lugar a la emigración de unos 300.000 turcos búlgaros hacia Turquía,lo que provocó una caída significativa en la producción agrícola debido a la pérdida de mano de obra. El 10 de noviembre de 1989, el partido comunista búlgaro abandonó su monopolio político, Zhivkov renunció y Bulgaria se embarcó en una transición de una república unipartidista a una democracia parlamentaria.
En junio de 1990 tuvieron lugar las primeras elecciones libres, ganadas por el ala moderada del Partido Comunista (el Partido Socialista Búlgaro, BSP). En julio de 1991, se adoptó una nueva constitución que reducía los poderes del presidente y dejaba al primer ministro bajo la inspección de la asamblea legislativa. La economía planificada fue desechada y se legalizó la iniciativa privada. El nuevo sistema no pudo mejorar tanto la calidad de vida ni acelerar el crecimiento económico, de hecho, en la década de 2000, el promedio de la calidad de vida y el rendimiento económico permanecieron inferiores en comparación con los tiempos del comunismo. Un paquete de reformas introducidas en 1997 restauró el crecimiento económico, pero llevó a un aumento de la desigualdad social. Bulgaria se convirtió en miembro de la Organización del Tratado del Atlántico Norte en 2004 y en la ampliación del 1 de enero de 2007 entró a formar parte de la Unión Europea junto con Rumanía.

## Gobierno y política

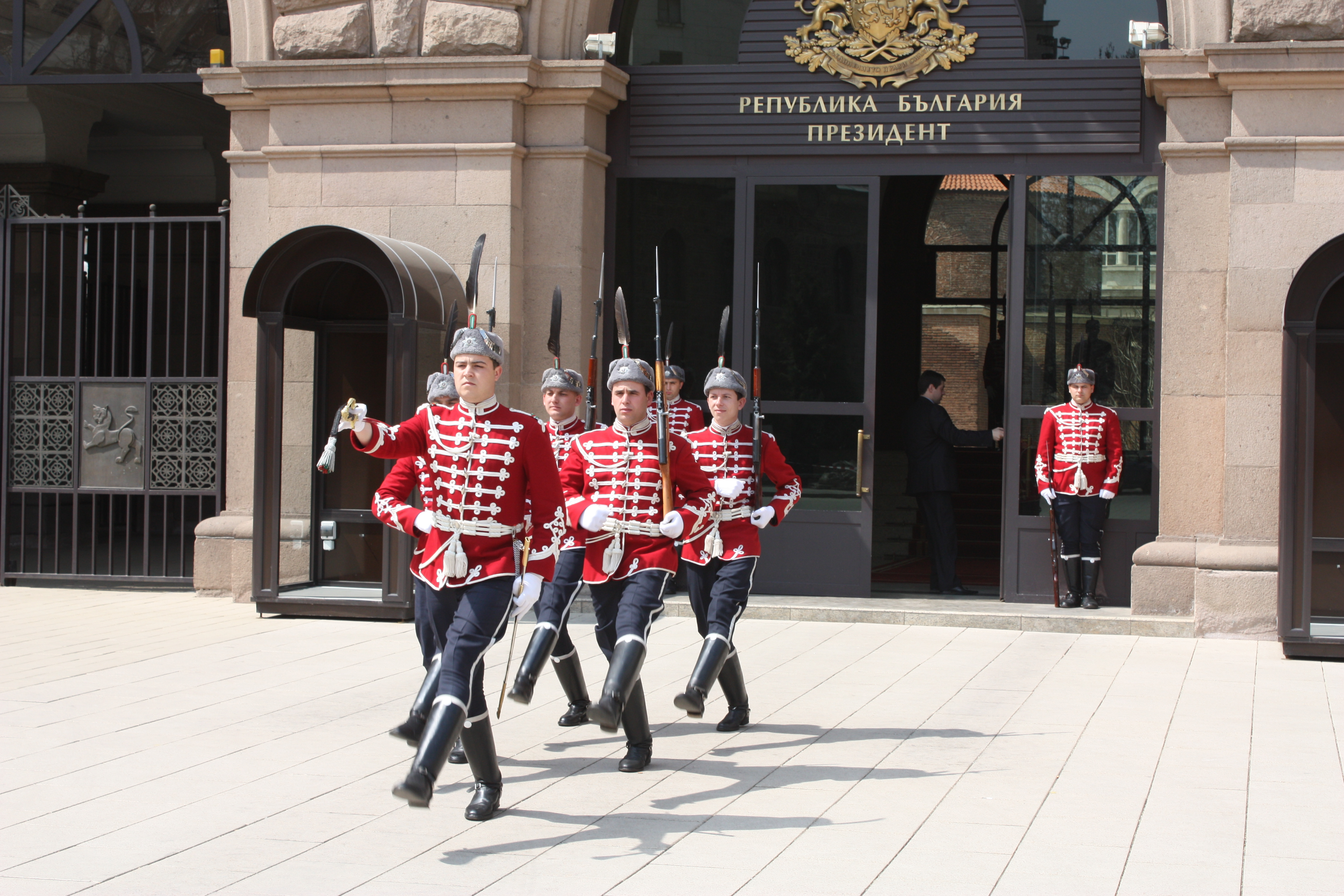
Cambio de Guardia en el edificio de la Presidencia en Sofía.

La Asamblea Nacional o Narodno Sabranie (Народно събрание) consta de 240 diputados, elegidos para períodos de cuatro años por voto popular. La Asamblea Nacional tiene el poder de promulgar leyes, aprobar el presupuesto, programar las elecciones presidenciales, elegir y destituir al primer ministro y otros ministros, declarar la guerra, desplegar tropas en el extranjero y ratificar tratados y acuerdos internacionales. El presidente sirve como el jefe de Estado y comandante en jefe de las fuerzas armadas. Si bien no tiene el poder para crear una ley que no sea una enmienda constitucional, el presidente puede devolver un proyecto de ley a la Asamblea para que continúe su debate, siempre y cuando el proyecto de ley no haya sido aprobado por la mayoría absoluta de los legisladores. Boiko Borisov, líder del partido Ciudadanos por el Desarrollo Europeo de Bulgaria de centro-derecha, fue nombrado primer ministro el 27 de julio de 2009, mientras que Georgi Parvanov fue reelegido como presidente en 2005.

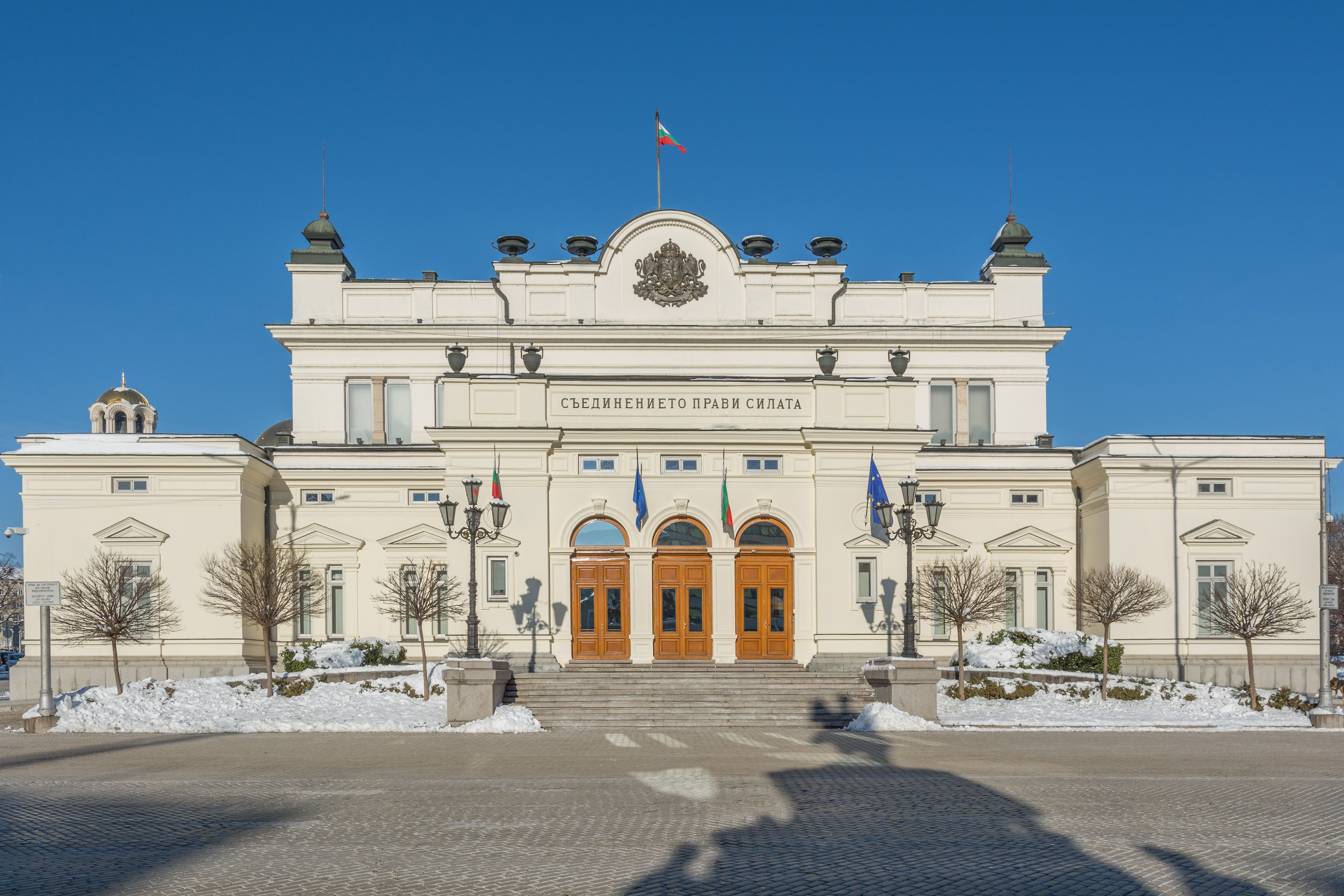
Asamblea Nacional de Bulgaria.

El sistema jurídico búlgaro reconoce las actas de la Asamblea como la fuente principal de la ley, lo que lo convierte en un típico representante de la familia de derecho continental. El poder judicial es supervisado por el Ministerio de Justicia, mientras que el Tribunal Supremo Administrativo y la Corte de casación son los tribunales de apelación más altos, los cuales vigilan la aplicación de las leyes en los tribunales inferiores. El Consejo Supremo de la Judicatura administra el sistema jurídico y nombra a los jueces. El poder judicial de Bulgaria sigue siendo uno de los más corruptos e ineficientes de Europa. Muchas de las organizaciones encargadas de la aplicación de la ley están subordinadas al Ministerio del Interior. El Servicio de Policía Nacional es responsable de la lucha contra la delincuencia en general y de apoyar las operaciones de otros organismos encargados de hacer cumplir la ley, como el Servicio Nacional de Investigación y de la Oficina Central para la Lucha contra la Delincuencia Organizada. El servicio de policía tiene secciones penales y financieras, además de oficinas nacionales y locales. El Ministerio del Interior también encabeza el Servicio de Policía de Fronteras y la Gendarmería Nacional, una rama especializada para vigilar las actividades contra el terrorismo, la gestión de crisis y el control de disturbios. En 2008 se creó la Agencia Estatal para la Seguridad Nacional, un organismo especializado de la contrainteligencia, con el fin de eliminar las amenazas a la seguridad nacional. La fuerza policíaca de Bulgaria cuenta con más de 27 000 elementos.

### Relaciones exteriores y fuerzas armadas

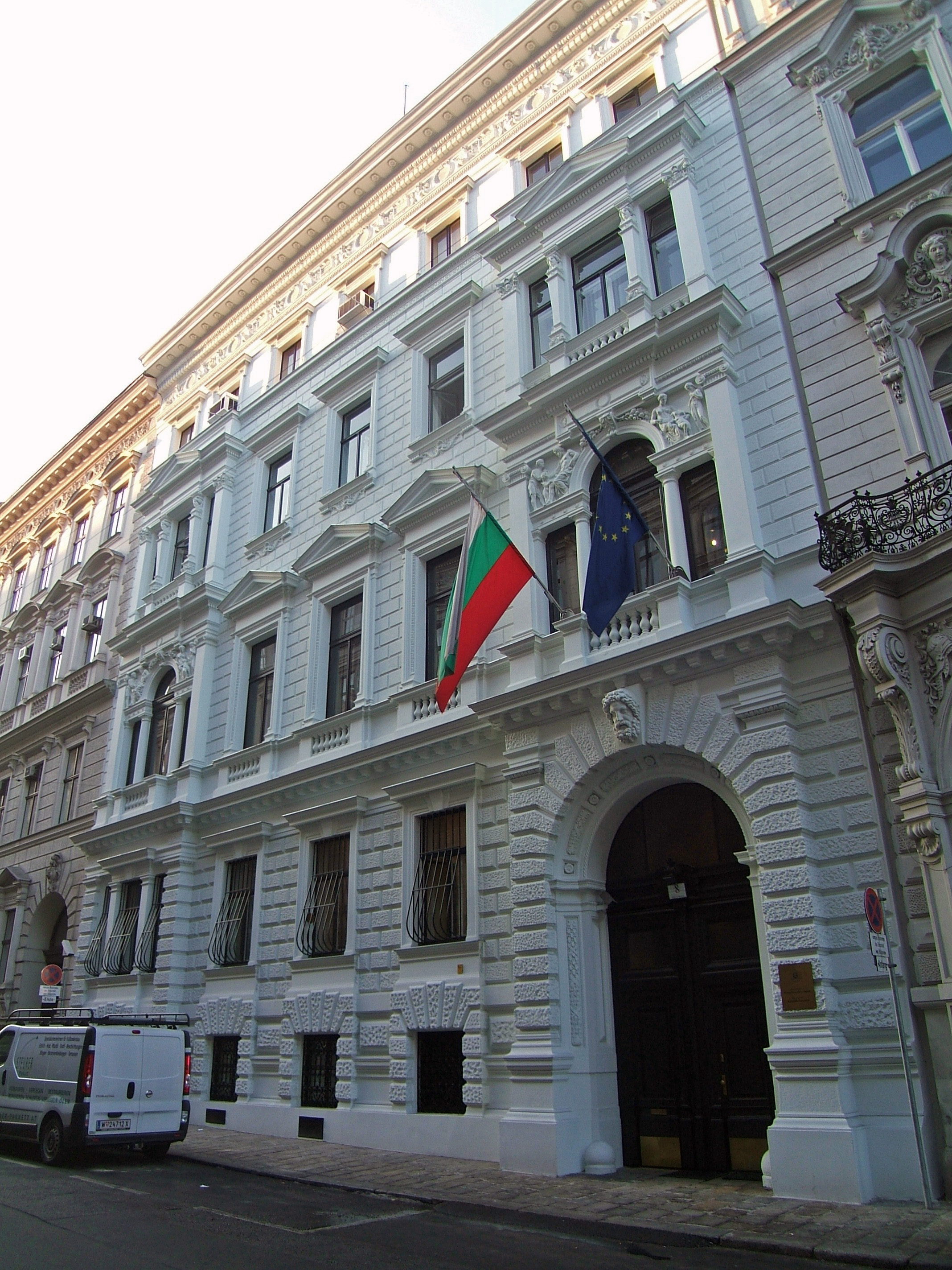
Embajada de Bulgaria en Viena, Austria.

Paracaidistas de la 68 brigada de fuerzas especiales, ejercicio de «Primavera de Tracia», abril de 2010.

Bulgaria se convirtió en un miembro de la Organización de las Naciones Unidas (ONU) en 1955, y miembro fundador de la Organización para la Seguridad y la Cooperación en Europa (OSCE) en 1975. Como una parte consultiva del Tratado Antártico, el país participa en la administración de los territorios situados al sur del paralelo 60° latitud sur. También se unió a la Organización del Tratado del Atlántico Norte (OTAN) el 29 de marzo de 2004, firmó el Tratado de Adhesión a la Unión Europea el 25 de abril de 2005 y se convirtió en miembro pleno de la Unión Europea el 1 de enero de 2007. En abril de 2006, Bulgaria y los Estados Unidos firmaron un acuerdo de cooperación de defensa para el uso de las bases aéreas de Bezmer y Graf Ignatievo, el centro de entrenamiento de Novo Selo y un centro de logística en Aytos como instalaciones militares conjuntas. La publicación Foreign Policy enumera la base aérea de Bezmer como una de las seis instalaciones de ultramar más importantes utilizadas por la Fuerza Aérea de los Estados Unidos.
Las fuerzas armadas de Bulgaria, un cuerpo totalmente voluntario, se compone de tres servicios: las fuerzas terrestres, la armada y la fuerza aérea. Como miembro de la OTAN, el país mantiene un total de 645 unidades desplegadas en el extranjero. Históricamente, Bulgaria desplegó un número significativo de asesores militares y civiles en países de orientación socialista, tales como Nicaragua y Libia (más de 9000 militares).
Tras una serie de reducciones a partir de 1990, el número de soldados activos bajó de aproximadamente 152 000 en 1988 a solo 32 000 en 2010. Estos se complementan con una fuerza de reserva de 303 000 soldados y las fuerzas paramilitares, que cuenta con 34 000 elementos. El armamento del ejército búlgaro incluye equipo soviético altamente efectivo, como los cazas Mikoyan MiG-29 y misiles de corto alcance Almaz S-300 y OTR-21 Tochka. En 2009, el gasto en la milicia ascendió a más de 1190 millones de dólares.

### Derechos humanos
En materia de derechos humanos, respecto a la pertenencia a los siete organismos de la Carta Internacional de Derechos Humanos, que incluyen al Comité de Derechos Humanos (HRC), Bulgaria ha firmado o ratificado:
| Bulgaria | Tratados internacionales | Tratados internacionales | Tratados internacionales | Tratados internacionales | Tratados internacionales | Tratados internacionales | Tratados internacionales | Tratados internacionales | Tratados internacionales | Tratados internacionales | Tratados internacionales | Tratados internacionales | Tratados internacionales | Tratados internacionales | Tratados internacionales | Tratados internacionales  | Tratados internacionales | Tratados internacionales |
| --- | ------------------------ | ------------------------ | ------------------------ | ------------------------ | ------------------------ | ------------------------ | ------------------------ | ------------------------ | ------------------------ | ------------------------ | ------------------------ | ------------------------ | ------------------------ | ------------------------ | ------------------------ | ------------------------- | ------------------------ | ------------------------ |
| Bulgaria | CESCR                    | CESCR                    | CCPR                     | CCPR                     | CCPR                     | CERD                     | CED                      | CEDAW                    | CEDAW                    | CAT                      | CAT                      | CRC                      | CRC                      | CRC                      | CRC                      | MWC                       | CRPD                     | CRPD                     |
| Bulgaria | CESCR                    | CESCR-OP                 | CCPR                     | CCPR-OP1                 | CCPR-OP2-DP              | CERD                     | CED                      | CEDAW                    | CEDAW-OP                 | CAT                      | CAT-OP                   | CRC                      | CRC-OP-AC                | CRC-OP-SC                | CRC-OP-CP                | MWC                       | CRPD                     | CRPD-OP                  |
| Pertenencia | Firmado y ratificado.    | Firmado y ratificado.    | Sin información.         | Firmado y ratificado.    | Firmado y ratificado.    | Firmado y ratificado.    | Sin información.         | Firmado y ratificado.    | Firmado y ratificado.    | Firmado y ratificado.    | Sin información.         | Firmado y ratificado.    | Firmado y ratificado.    | Firmado y ratificado.    | Sin información.         | Ni firmado ni ratificado. | Firmado y ratificado.    | Firmado y ratificado.    |
| Firmado y ratificado, firmado, pero no ratificado, ni firmado ni ratificado, sin información, ha accedido a firmar y ratificar el órgano en cuestión, pero también reconoce la competencia de recibir y procesar comunicaciones individuales por parte de los órganos competentes. |                          |                          |                          |                          |                          |                          |                          |                          |                          |                          |                          |                          |                          |                          |                          |                           |                          |                          |

## Organización territorial
Desde 1999, Bulgaria está dividida en 28 provincias que corresponden aproximadamente a los 28 okrugs que existían antes de 1987. Entre 1987 y 1999 estaba dividida en nueve óblasts. Todas las provincias llevan el nombre de su capital. La ciudad de Sofía es tanto la capital del país como la de las provincias de Sofía-Ciudad y de Sofía. A su vez, las provincias están divididas en 264 municipalidades.
| Escudo | Provincia   | Escudo | Provincia      |
| ------ | ----------- | ------ | -------------- |
|        | Blagoevgrad |        | Ruse           |
|        | Burgas      |        | Shumen         |
|        | Dobrich     |        | Silistra       |
|        | Gabrovo     |        | Sliven         |
|        | Haskovo     |        | Smolyan        |
|        | Kardzhali   |        | Sofía          |
|        | Kyustendil  |        | Sofía-Ciudad   |
|        | Lovech      |        | Stara Zagora   |
|        | Montana     |        | Targovishte    |
|        | Pazardzhik  |        | Varna          |
|        | Pernik      |        | Veliko Tarnovo |
|        | Pleven      |        | Vidin          |
|        | Plovdiv     |        | Vratsa         |
|        | Razgrad     |        | Yambol         |

## Geografía y clima

Mapa topográfico de Bulgaria.

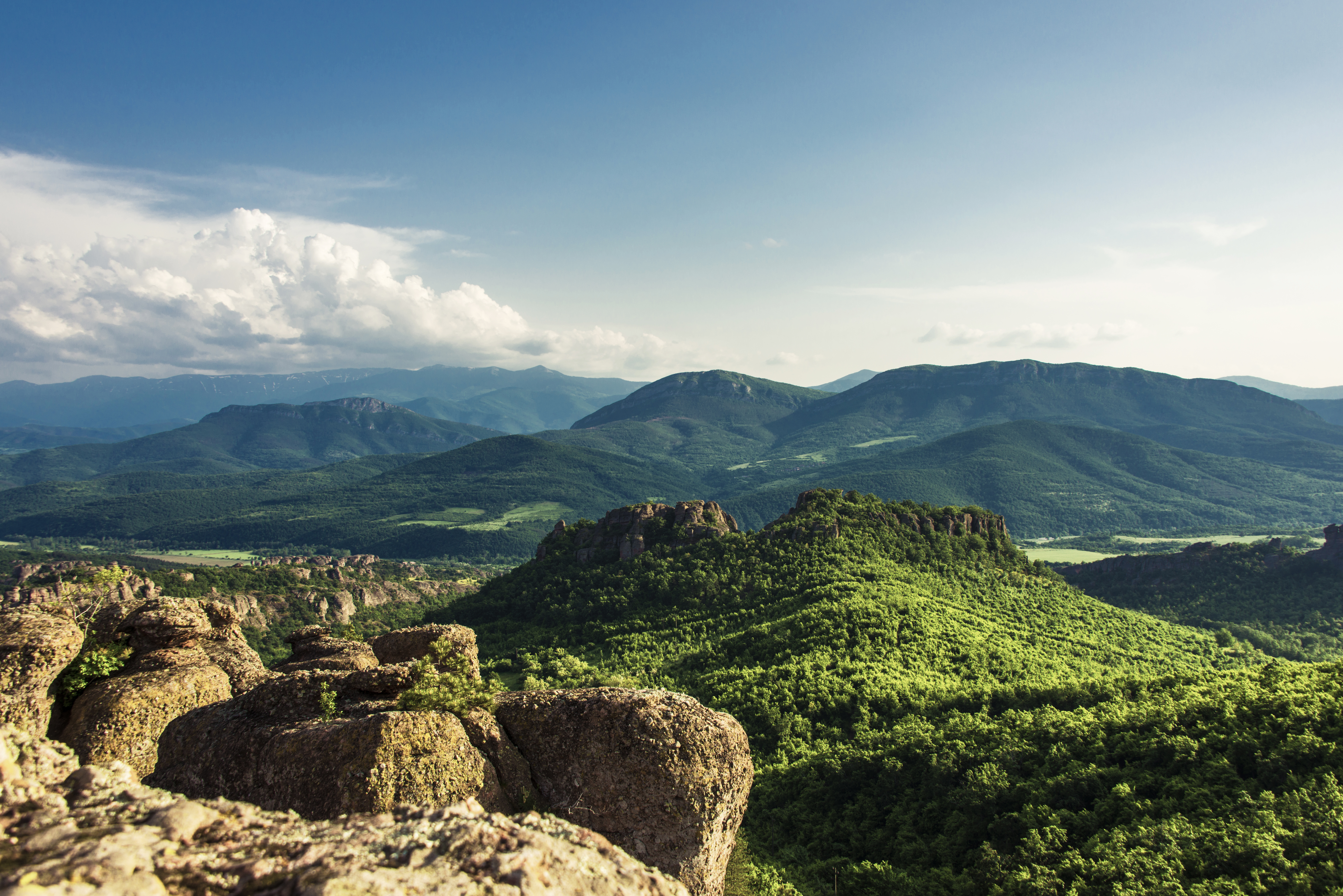
Montes Balcanes.

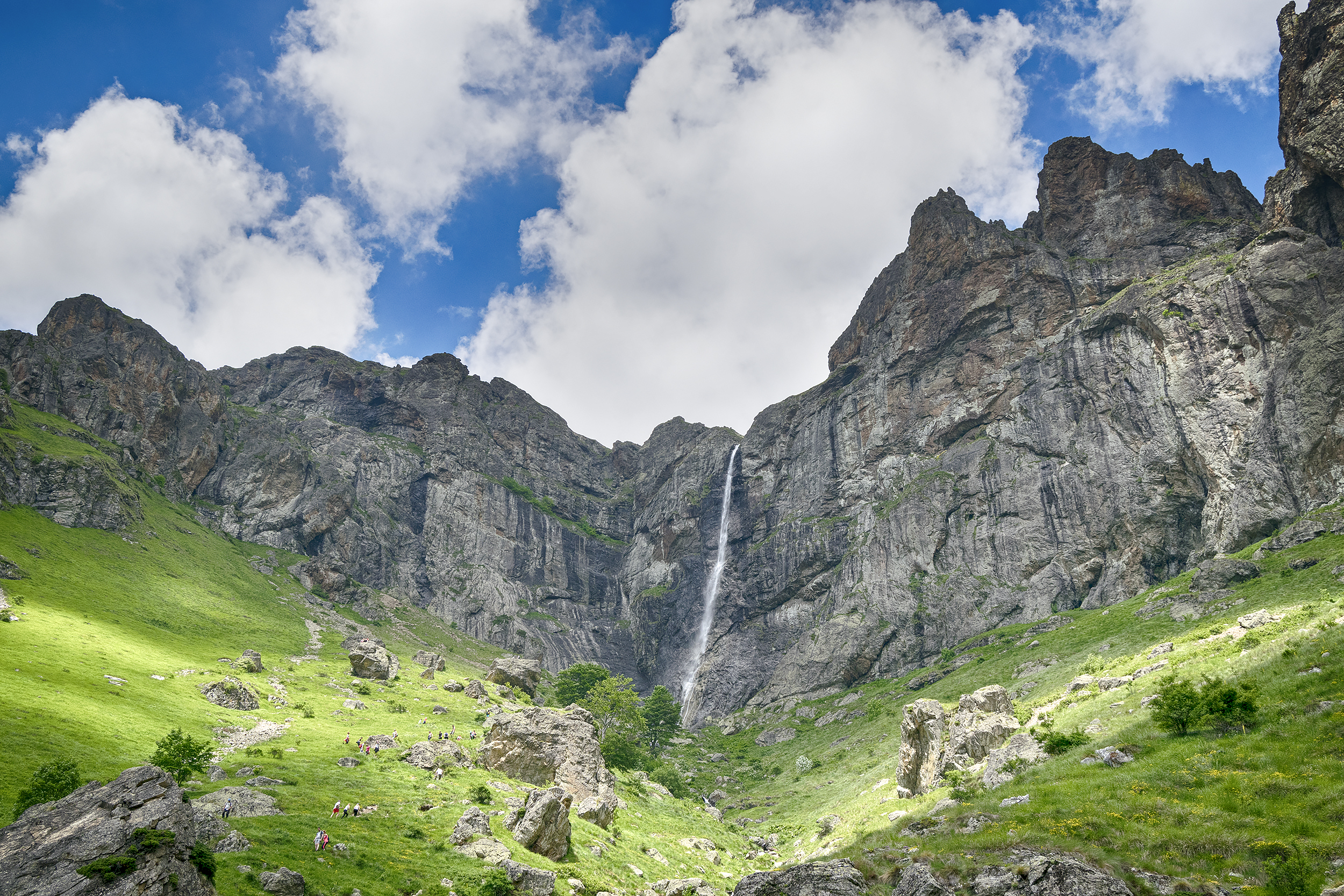
Cascada Raysko Praskalo.

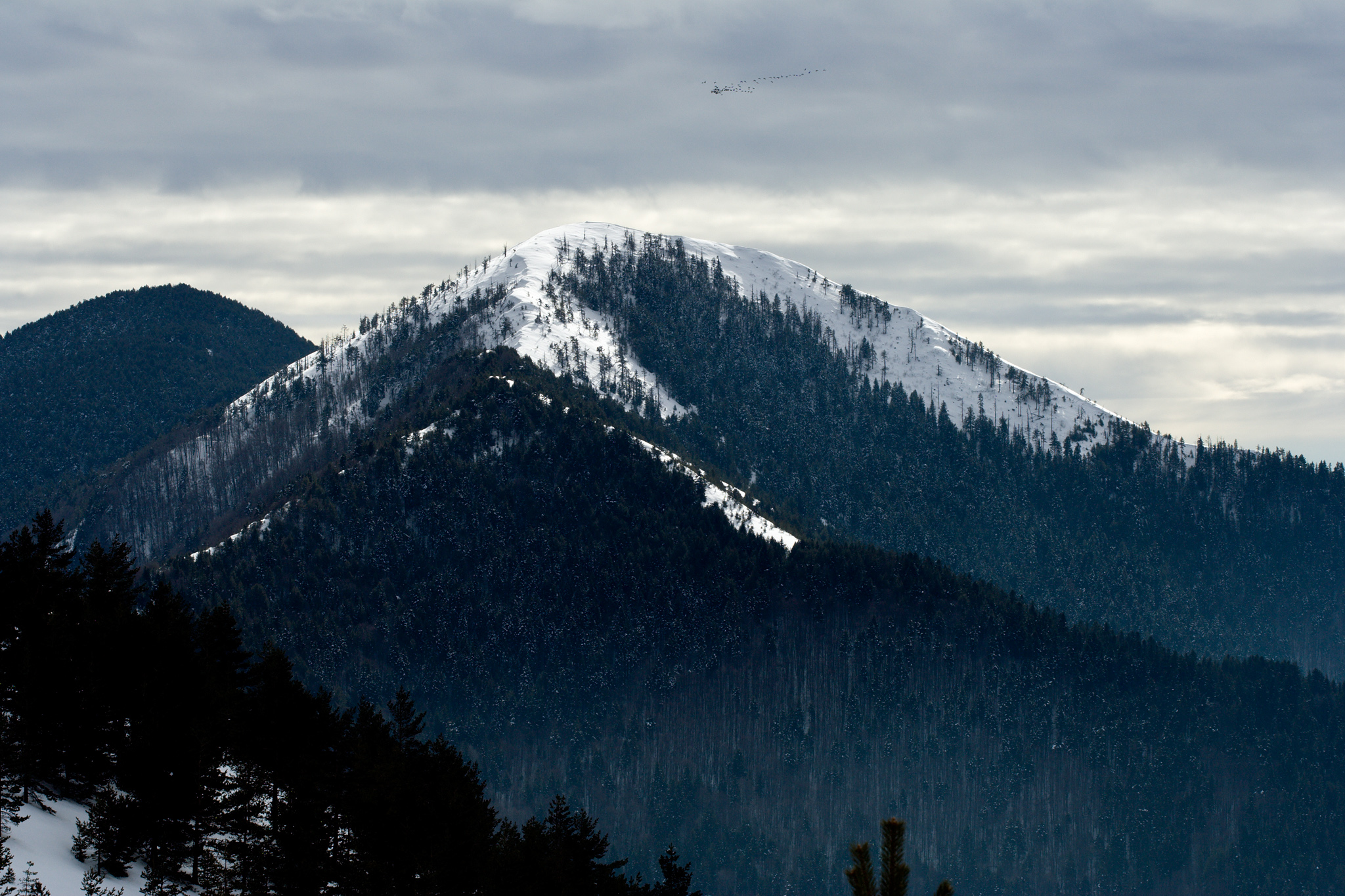
Montaña de Pirin, donde se encuentra uno de los árboles más antiguos del mundo, el pino de Baikushev.

Geográfica y meteorológicamente, Bulgaria cuenta con una notable diversidad, con un paisaje que va desde los picos nevados en las montañas de los Balcanes, Rila y Pirin, hasta la costa del mar Negro cálida y soleada; desde la típicamente continental llanura del Danubio (antigua Mesia) en el norte, a la fuerte influencia climática del Mediterráneo en los valles de Macedonia y en las tierras bajas en las partes más al sur de Tracia.
Bulgaria comprende partes de las antiguas regiones conocidas en la época clásica como Mesia, Tracia y Macedonia. Aproximadamente el 30 % de la superficie se compone de llanuras, mientras que las colinas y mesetas representan el 41 %. En el sur predomina el territorio montañoso, destacando tres cordilleras: los montes Rila y Pirin en el extremo oeste y las montañas Ródope más hacia el este. En los montes Rila se encuentra el pico más alto de la península balcánica, el Musala, con 2925 m s. n. m.. Los montes Balcanes (llamados localmente Stara Planina) atraviesan el país de oeste a este por el centro del territorio, al norte del valle de Rose. Las colinas y llanuras se encuentran al sureste, a lo largo de la costa del mar Negro y a lo largo de río principal de Bulgaria, el Danubio, al norte. Strandzha es la montaña más alta en el sureste. También existen algunas montañas y colinas en la región noreste de Dobruja.

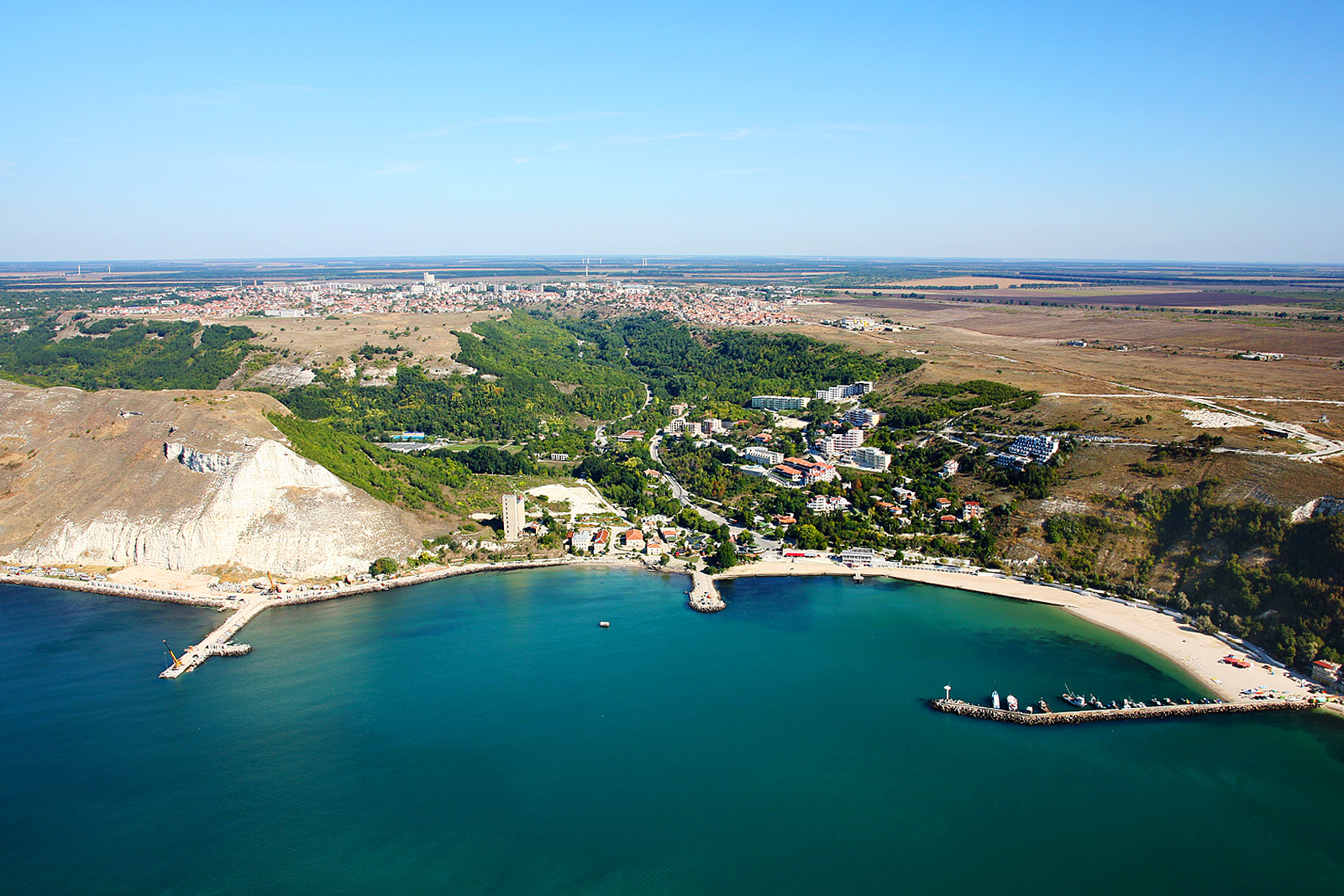
Foto aérea de Kavarna, a orillas del mar Negro.

Bulgaria tiene grandes yacimientos de bauxita, cobre, plomo, zinc, bismuto y manganeso; además de otros depósitos más pequeños de hierro, oro, plata, uranio, cromo, níquel, entre otros. También se hallan en abundancia varios minerales no los metálicos como la sal de roca, el mármol, el yeso y el caolín.
El país tiene una densa red de aproximadamente 540 ríos, la mayoría de ellos, con la notable excepción del Danubio, cortos y con niveles de agua de baja. La mayoría de los ríos fluyen a través de las zonas montañosas. El río más largo que se encuentra únicamente en territorio búlgaro, el Iskar, tiene una longitud de 368 km. Otros ríos importantes son el Estrimón y el Maritsa en el sur.
Generalmente, el país tiene un clima templado, con inviernos fríos y veranos calurosos. El efecto de la barrera de los montes Balcanes tiene cierta influencia sobre el clima a lo largo de todo el país: el norte experimenta temperaturas inferiores y recibe más lluvias que las tierras bajas del sur.

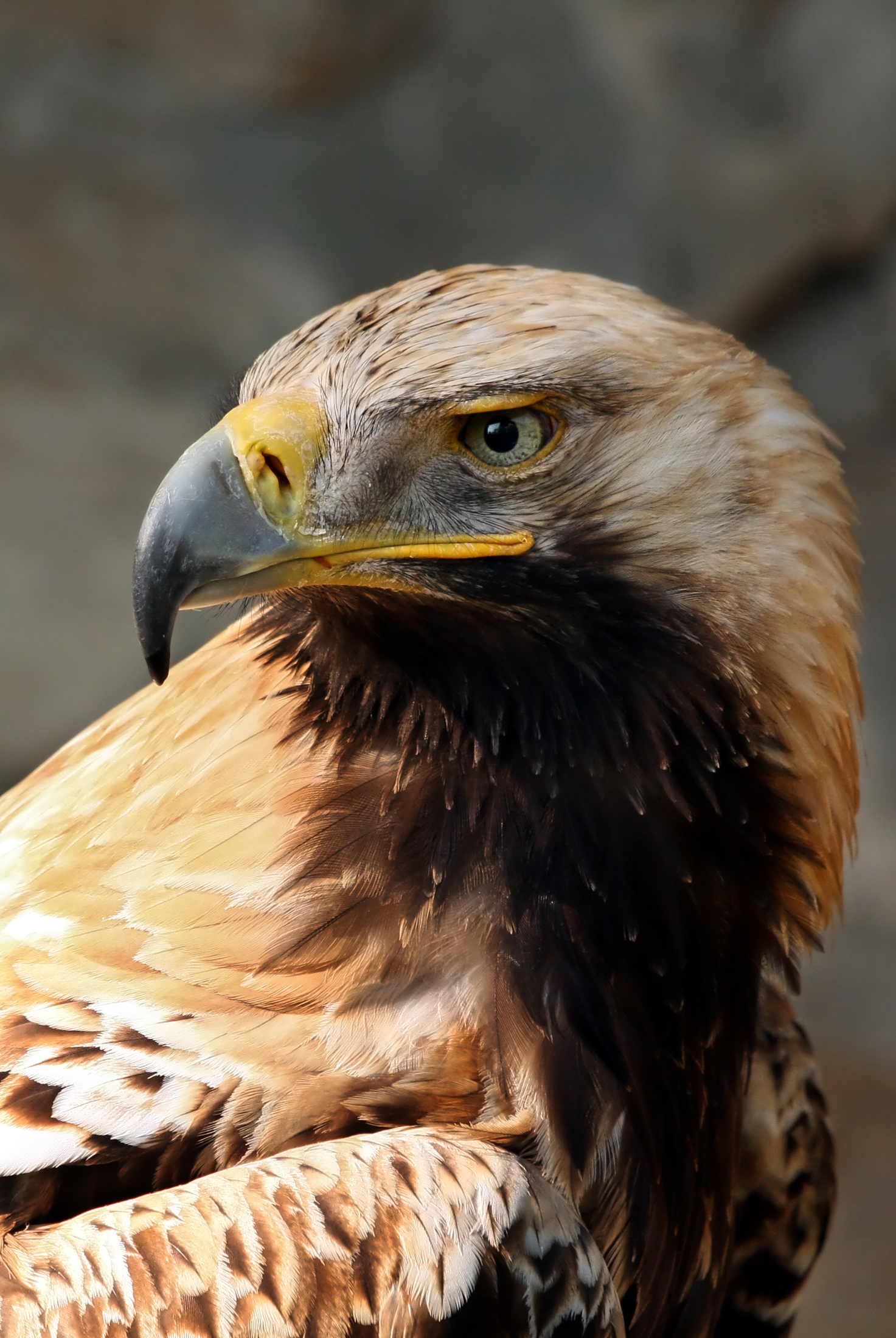
En Bulgaria existen cerca de 20 parejas de águila imperial oriental (Aquila heliaca), un número que crece gradualmente.

Bulgaria tiene un promedio de precipitaciones de unos 630 mm anuales. En las tierras bajas las precipitaciones varían entre 500 y 800 mm y en las áreas montañosas entre 1000 y 2500 mm. Las zonas más secas son Dobruya y la franja costera del norte, mientras que las partes más altas como los montes Rila, Pirin, las montañas Ródope, los Stara Planina, la Osogovske planina y la Vitosha reciben los niveles más altos de precipitación.

### Medio ambiente, flora y fauna
Bulgaria firmó y ratificó el Protocolo de Kioto y ha logrado una reducción de 30 % de las emisiones de dióxido de carbono desde 1990 hasta 2009, cumpliendo con los objetivos del Protocolo. Sin embargo, la contaminación de las fábricas anticuadas y las obras de la metalurgia, así como la grave deforestación (principalmente causada por la tala ilegal), siguen siendo un grave problema. Las zonas urbanas se ven particularmente afectadas debido a la generación de energía eléctrica a partir de la quema de carbón y por la congestión vehicular. El uso de plaguicidas en la agricultura y el desecho inadecuado de las aguas residuales industriales han provocado una amplia contaminación del suelo y del agua con productos químicos y detergentes. Además, Bulgaria sigue siendo el único miembro de la Unión Europea que no recicla los residuos municipales, a pesar de que una planta de reciclaje de residuos electrónicos se puso en funcionamiento en junio de 2010. La situación ha mejorado en los últimos años y se han iniciado varios programas financiados por el gobierno con el fin de reducir los niveles de contaminación.
Dentro del territorio nacional existen tres parques nacionales, once parques naturales y diecisiete reservas de la biosfera. Casi el 35 % de su superficie se compone de bosques. El oso pardo y el chacal son los mamíferos más abundantes, mientras que el lince europeo, el águila imperial oriental y el visón europeo tienen poblaciones pequeñas, pero crecientes. Entre las especies de aves destacadas se encuentra el buitre negro, una especie de ave rapaz europea que llegó a considerarse extinta en los balcanes, pero que ha sido reintroducida en Bulgaria gracias a programas de reproducción y liberación.
Bulgaria fue condenada por el Tribunal de Justicia de las Comunidades Europeas en 2017 por "incumplimiento sistemático y persistente, desde 2007 hasta al menos 2013, de los valores límite diarios y anuales para las concentraciones de partículas en suspensión".

## Economía

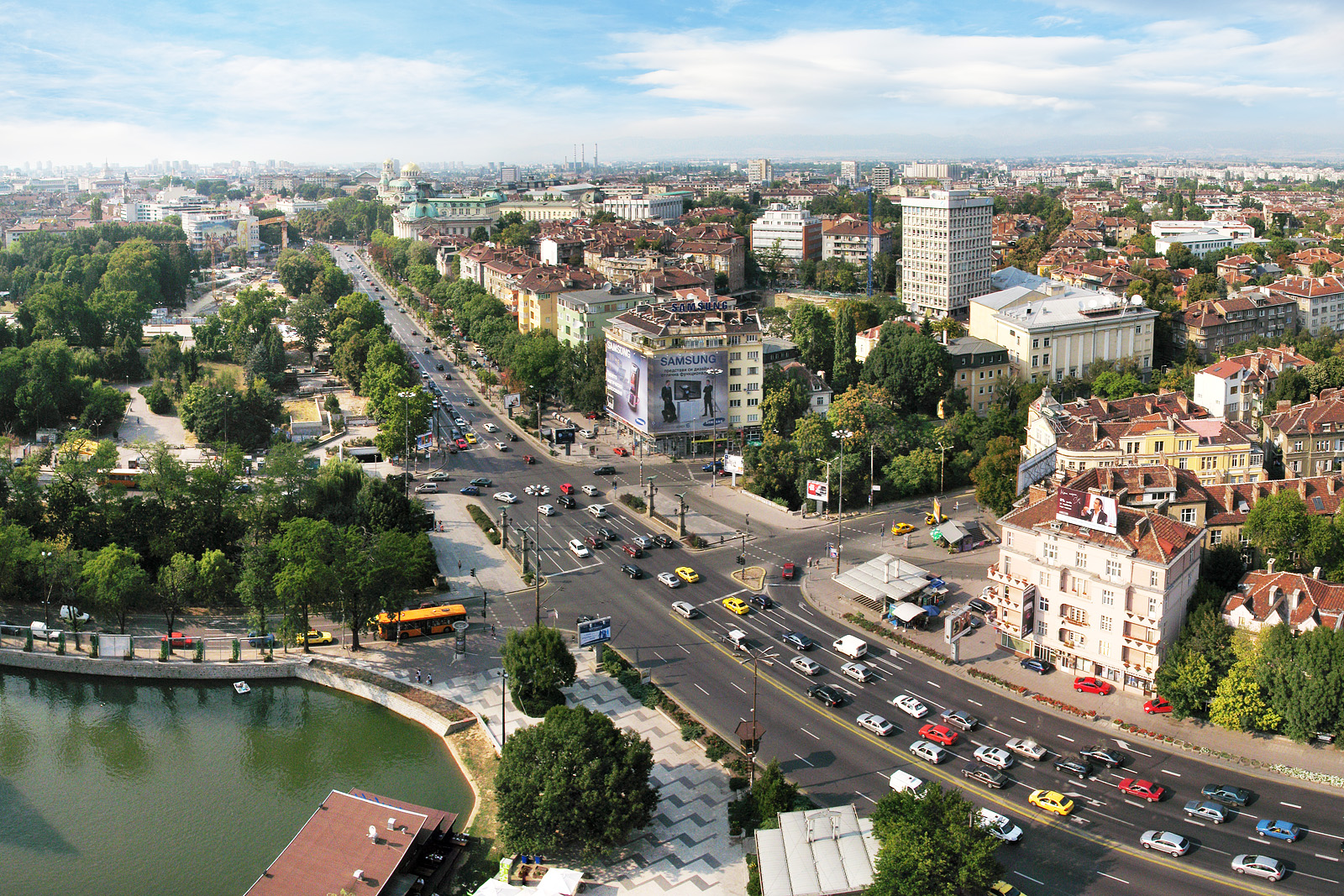
Sofía, el corazón financiero del país.

Bulgaria tiene una economía de mercado libre e industrializada, con un gran sector privado moderadamente avanzado y un número de empresas estatales estratégicas. El Banco Mundial la clasifica como una "economía de ingresos medio-alto". Bulgaria ha experimentado un rápido crecimiento económico en los últimos años, a pesar de que sigue siendo el estado con menos ingresos entre los miembros de la Unión Europea. De acuerdo con los datos de Eurostat, en 2008 el PIB (ppa) per cápita búlgaro era del 44 % con respecto a la media de la Unión Europea. La leva búlgara es la moneda nacional del país. El tipo de cambio de la leva con respecto al euro es de 1,955 83 levas por 1 euro.
En 2010, el PIB (ppa) se estimó en 91 830 millones de dólares, con un valor per cápita de 12 800 dólares. La economía se basa principalmente en la industria, a pesar de que el sector servicios cada vez contribuye más al crecimiento del PIB. Bulgaria produce una cantidad significativa de productos y materias primas como hierro, cobre, oro, bismuto, carbón, aparatos electrónicos, combustibles derivados del petróleo refinado, partes de automóviles, armas de fuego y materiales de construcción. La fuerza de trabajo total es de 3.2 millones de personas. Desde una crisis de hiperinflación entre 1996 y 1997, la tasa de inflación y el desempleo han caído a 7.2 % y 6.3 %, respectivamente, en 2008. La corrupción en la administración pública y un sistema judicial débil también han obstaculizado el desarrollo económico de Bulgaria.
En medio de la crisis financiera de 2008, las tasas de desempleo aumentaron a 9.1 % en 2009, mientras que el crecimiento del PIB se contrajo de 6.3 % (2008) a -4.9 % (2009). La crisis tuvo un impacto negativo sobre todo en la industria, con una disminución de 10 % en el índice de producción industrial nacional, una caída de 31 % en la minería y una caída de 60 % en la "producción fierro y metal". El Fondo Monetario Internacional predice un crecimiento global de la economía búlgara de 4 % en el año 2021.

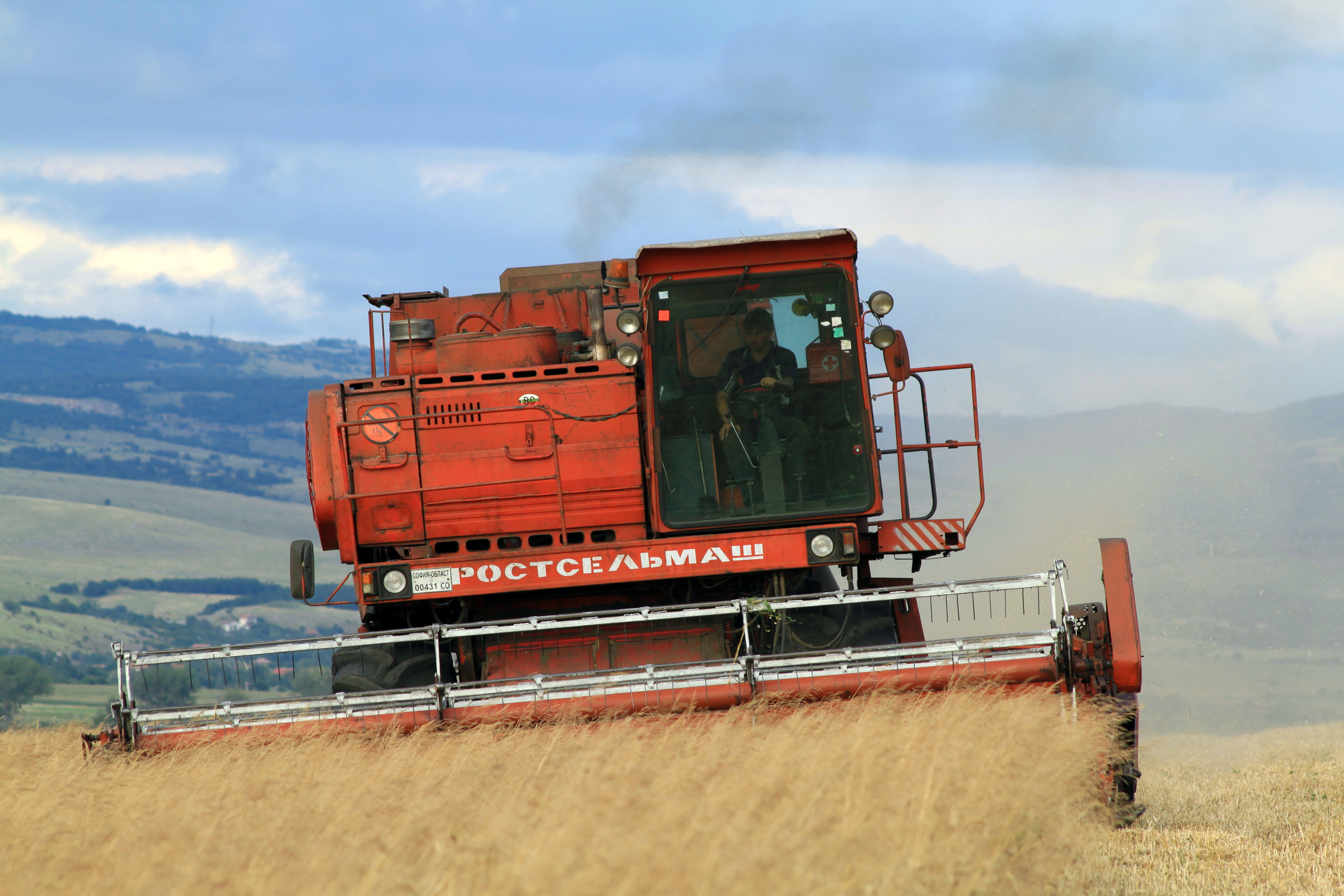
Una cosechadora cerca de Slivnitsa.

La industria minera de Bulgaria es un importante contribuyente al crecimiento económico con un valor de 760 millones de USD. En Europa, el país ocupa el tercer lugar en la producción de cobre, el sexto en la producción de zinc y el noveno en la extracción del carbón; también es el noveno productor más grande de bismuto en el mundo. La metalurgia, donde sobresale la producción de acero y arrabio, tiene lugar principalmente en Pernik, Kremikovtsi y Debelt. Aproximadamente el 14 % de la producción industrial total proviene de la fabricación de maquinaria, y cerca del 20 % de la población activa está empleado en este campo.

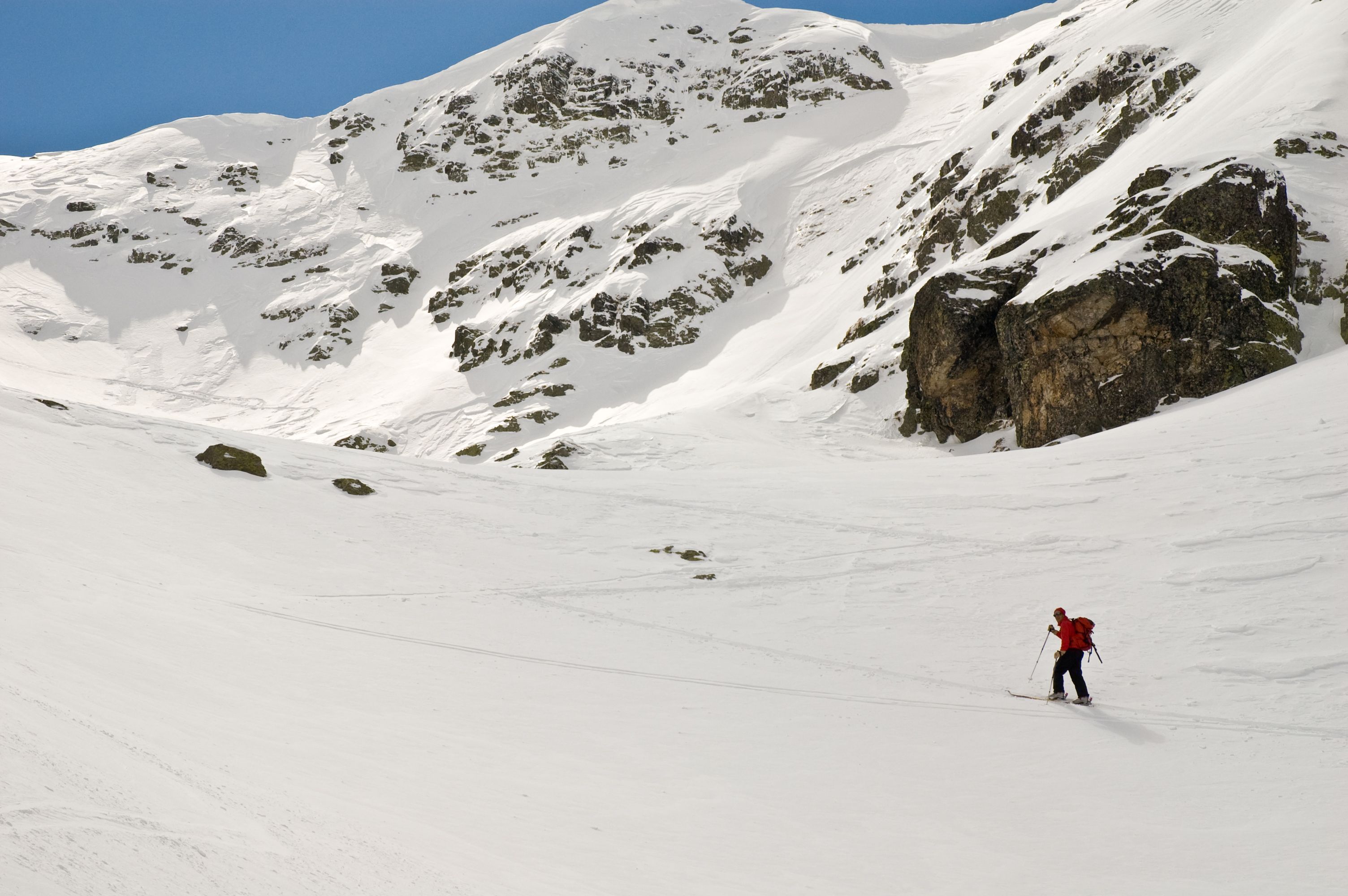
Las montañas Rila están entre los principales destinos turísticos en Bulgaria.

En contraste con el sector industrial, la agricultura en Bulgaria ha marcado un descenso desde el comienzo del siglo XXI: en 2008, la producción agrícola total solo representaba el 66 % de lo producido en años como 1999 y 2001. En general, el sector agrícola de Bulgaria ha disminuido desde 1990, con una caída en la producción de cereales y hortalizas de casi el 40 % para 1999. En 2007, se lanzó un programa de modernización y desarrollo de cinco años, encaminado a fortalecer el sector invirtiendo un total de 3200 millones de euros. La suma total de equipos agrícolas especializados es de 25 000 tractores y 5500 cosechadoras, además de una flota de aviones ligeros. A pesar de lo anterior, la nación sigue siendo un importante productor europeo de productos agrícolas como el tabaco (3.º) y frambuesas (12.º).
El turismo es otro componente importante de la economía búlgara. En 2008, Bulgaria fue visitado por un total de 8 900 000 personas; los griegos, rumanos y alemanes representaron más del 40 % de todos los visitantes. Un número significativo de turistas británicos, rusos, neerlandeses, serbios, polacos y daneses también visitan Bulgaria. En 2010, Lonely Planet colocó al país en quinto lugar en la lista de los diez mejores destinos de viaje para 2011.

## Infraestructuras

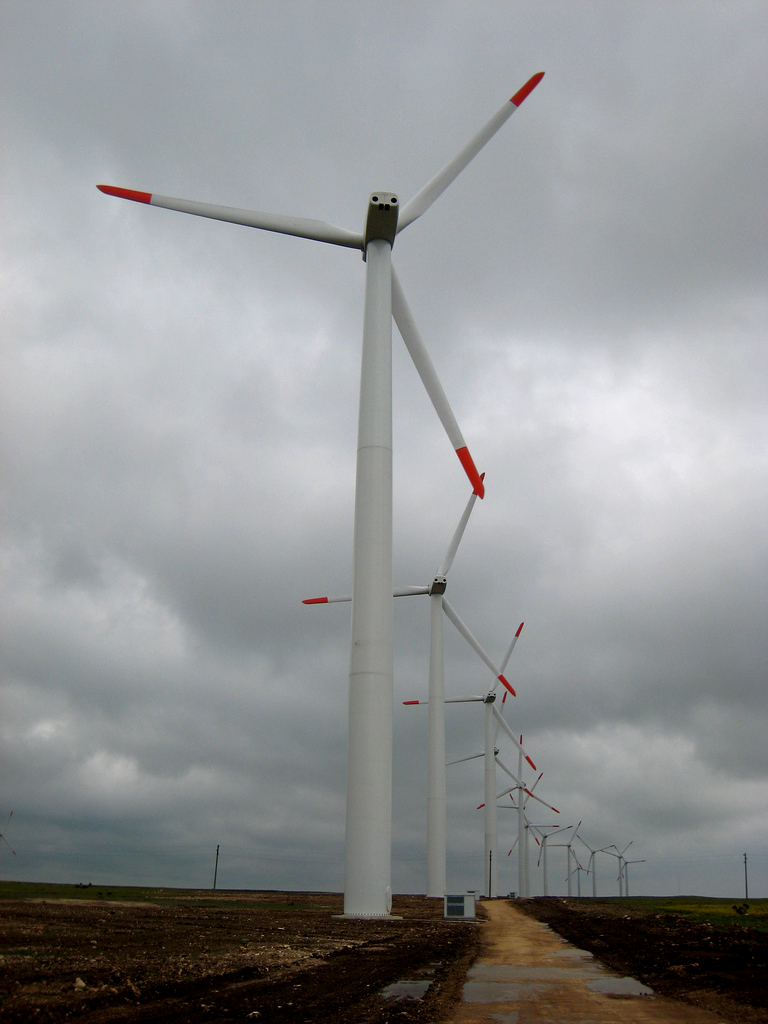
Turbinas de viento cerca de Cabo Kaliakra. Bulgaria tiene como objetivo producir 16 % de su electricidad por medio de fuentes de energía renovables para el año 2020.

### Transportes

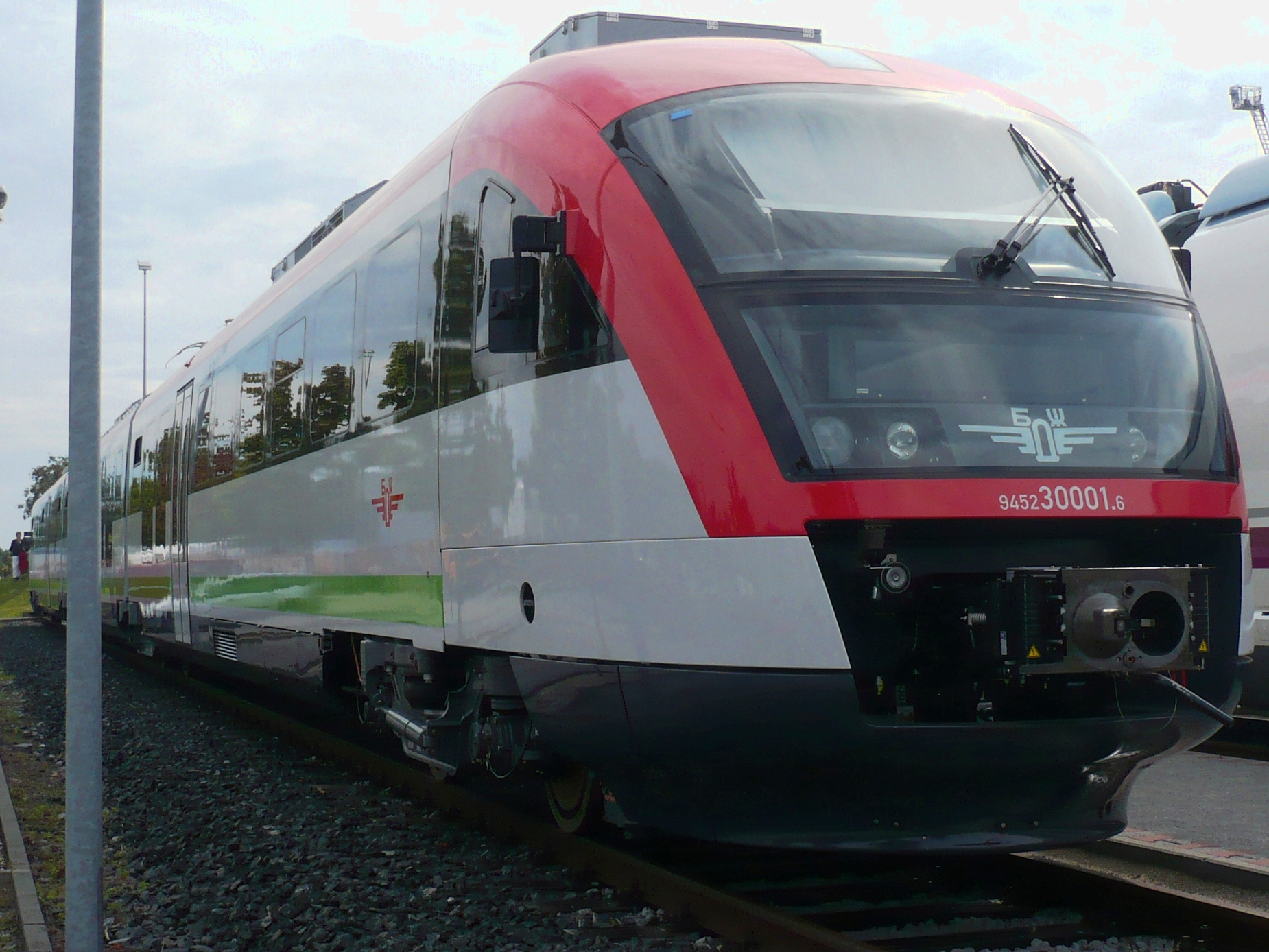
Un vagón de Siemens de los Ferrocarriles Estatales de Bulgaria. El sistema de transporte ferroviario, en gran medida anticuado, gradualmente se ha ido modernizando.

Bulgaria ocupa una ubicación geográfica única y estratégicamente importante. Desde la antigüedad, el país ha servido como un importante cruce de caminos entre Europa, Asia y África, que continúa hasta el día de hoy: cinco de los diez Corredores Pan-Europeos cruzan a través de su territorio. La red de carreteras nacionales de Bulgaria tiene una longitud total de 102 016 km, de los cuales 93 855 km están pavimentados. Las autopistas, como las de Tracia, Hemus y Struma, tienen una longitud total de 622 km. Bulgaria tiene también más de 6500 kilómetros de vías férreas, de las cuales más del 60 % están electrificadas; se planea construir un tren de alta velocidad para 2017, con un costo de 3000 millones de euros. Los aeropuertos más importantes del país son los de Sofía y Plovdiv, mientras que Varna y Burgas son los principales puertos de comercio marítimo.

### Energía

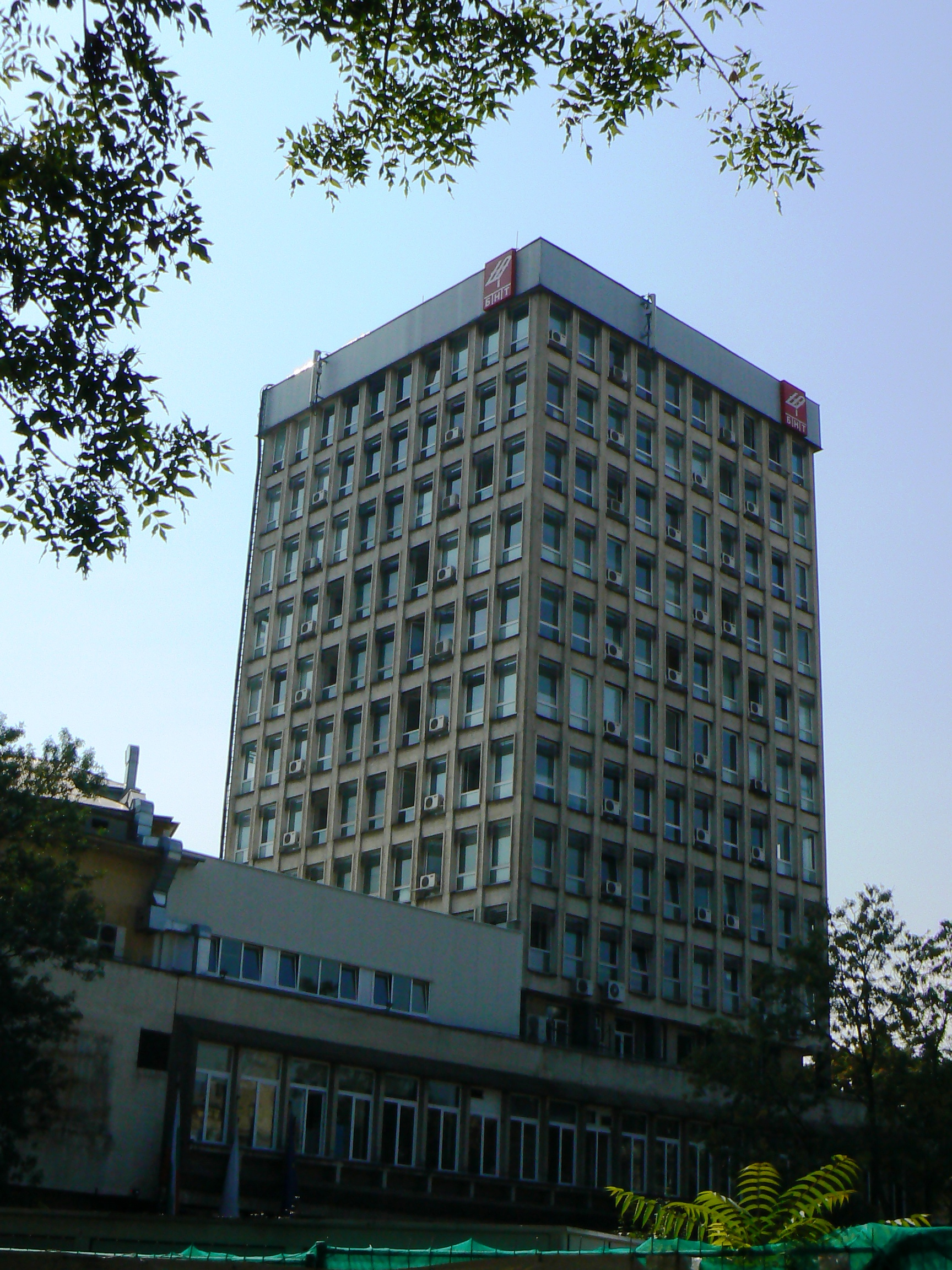
Oficinas centrales de la Televisión Nacional de Bulgaria (BNT), el canal de televisión operado por el Estado.

Aunque tiene relativamente pocas reservas de combustibles fósiles, el sector energético se encuentra bien desarrollado y su ubicación geográfica estratégica lo convierte en un país clave para el transporte de la energía del continente. Una sola central nuclear con dos reactores activos de 1000 MW, satisface el 34 % de las necesidades energéticas del país, mientras que otra central nuclear con una capacidad proyectada de 2000 MW se encuentra en construcción. Las centrales termoeléctricas, tales como las del Complejo de Iztok en Maritza, también brindan un alto porcentaje de la producción de electricidad. En los últimos años se ha dado un rápido aumento en la producción de electricidad mediante fuentes de energía renovables como la energía eólica y la energía solar. Las perspectivas a largo plazo del desarrollo de la energía eólica impulsaron la construcción de numerosos parques eólicos, haciendo de Bulgaria uno los productores de energía eólica de más rápido crecimiento en el mundo.

### Medios de comunicación
Las comunicaciones en Bulgaria se encuentran administradas por compañías públicas y privadas. El país heredó un sistema de líneas telefónicas anticuado que data de la era comunista, aunque se han comenzado los trabajos para modernizarla. En 2005, el monopolio ejercido por la Compañía de Telecomunicaciones de Bulgaria terminó, lo que permitió la entrada de más compañías telefónicas y con ello el uso de nuevas tecnologías. Actualmente, existen más de 2.1 millones de líneas telefónicas en uso; además de que existen más de 10.6 millones de teléfonos celulares en el país, es decir, casi 150 por cada 100 habitantes.
Los medios de comunicación en Bulgaria se caracterizan por su imparcialidad y liberalismo. Los medios de comunicación escritos carecen de restricciones legales, por lo que todas las publicaciones son totalmente liberales. La amplia libertad de prensa significa que no puede establecerse un número exacto de publicaciones, a pesar de que algunas investigaciones estiman alrededor de 900 medios impresos para 2006. Los diarios de mayor circulación incluyen el Dneven Trud y 24 Chasa.
Los medios de comunicación no impresos, tales como la televisión y la radio, son supervisados por el Consejo de Medios de Comunicación Electrónicos (CMCE), un órgano independiente con la autoridad para emitir licencias de radiodifusión. Aparte de un canal de televisión y una estación de radio nacionales operados por el Estado y la Agencia de Noticias de Bulgaria, existe un gran número de emisoras privadas de radio y televisión. Slavi's Show y Gospodari Na Efira son dos de los programas de televisión más populares en el país, con una audiencia superior a un millón de espectadores. Sin embargo, la mayoría de los medios de comunicación no escritos experimentan ciertas tendencias negativas, tales como la falta de patrocinadores, la censura por parte del gobierno y la presión económica y política por la transmisión de ciertos contenidos.
La popularidad del Internet está creciendo gracias a la amplia gama de opiniones y puntos de vista que se pueden encontrar en él, un contenido muy diverso y la carencia de censura. Desde comienzos del siglo XXI, se ha producido un rápido aumento en el número de usuarios de Internet. En el año 2000, eran unos 430 000 usuarios, creciendo a 1 545 100 en 2004 y hasta 3.4 millones en 2010, lo que representa un índice de penetración del 48 %.

## Demografía

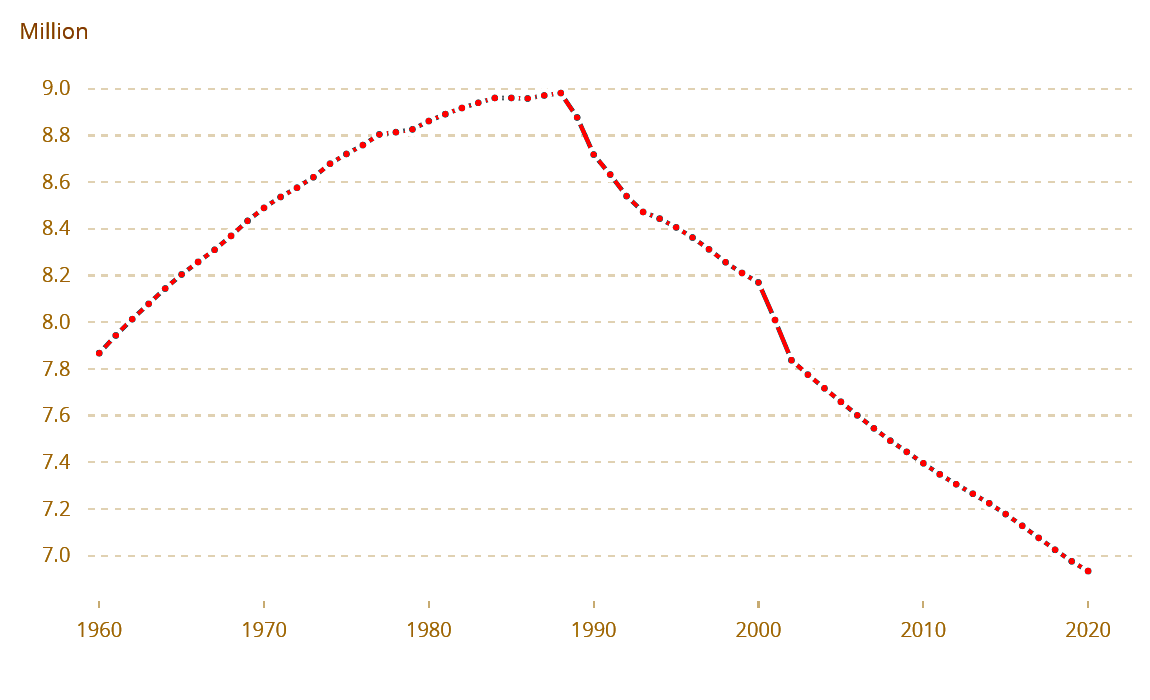
Evolución demográfica entre 1961 y 2009.

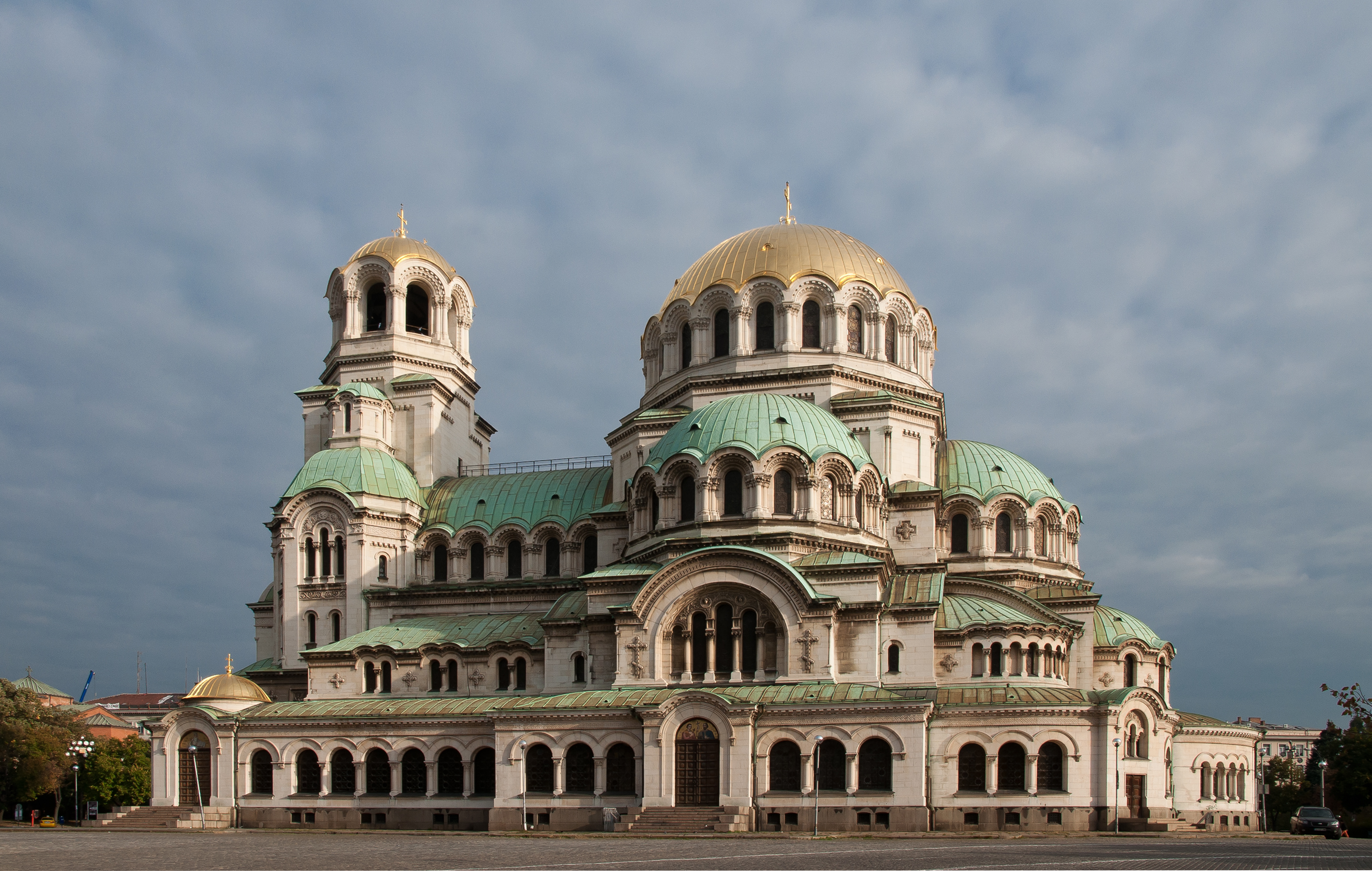
Catedral de Alejandro Nevski de Sofía, uno de los templos de la Iglesia ortodoxa más grandes del mundo.

En el año 2023, la población de Bulgaria era de 6 792 249 personas. De acuerdo con las estimaciones para el año 2021, el país está compuesto principalmente por búlgaros (84,6 %) y dos minorías considerables: turcos (8,4 %) y romaníes o gitanos (4,4 %). Del restante 2,6 %, el 1 % comprende cuarenta minorías más pequeñas, mientras que el 1 % de la población no declaró su origen étnico.
Bulgaria tiene una de las tasas de crecimiento demográfico más bajas en el mundo. El crecimiento negativo de la población se produjo desde principios de la década de 1990, debido a un colapso económico, una baja tasa de natalidad y la alta emigración. En 1989, la población ascendía a 9 009 018 personas, cayendo gradualmente a 7 950 000 en 2001, 7 528 000 en el año 2010 y 6 916 548 en 2020. Según el Departamento de Asuntos Económicos y Sociales de las Naciones Unidas, la población de Bulgaria para el año 2023 es similar a la que el país tenía en el año 1942. El 48,3 % de la población son hombres, frente al 51,7 % de mujeres, habiendo un crecimiento negativo de menos 35 014 en 2023 frente al año anterior, produciéndose más defunciones que nacimientos cada año. De hecho, Bulgaria tuvo la tasa de mortalidad más alta del mundo en 2022, debido a que tiene una población muy envejecida. El 21,75 % de la población tiene más de 65 años, mientras que los menores de 15 años solo representan el 14,44 % de la población. La esperanza de vida en Bulgaria es de 74,3 años, siendo de 78,1 la de las mujeres y de 70,8 años en los hombres.
Para el año 2020, el 2,67 % de la población era inmigrante, siendo el segundo país de la Unión Europea con menor porcentaje de población inmigrante tras Polonia. De las 184 363 personas inmigrantes, el 50,3 % son mujeres y el 49,7 % son hombres, siendo las principales nacionalidades los rusos con un 17,8 %, los sirios con un 9,7 % y los ciudadanos de nacionalidad turca con un 7,8 % de la población inmigrante. Se estima que alrededor de 1 684 000 búlgaros viven en el extranjero, estando el 39,3 % de estos en Turquía (destino al que van principalmente los turcos de Bulgaria), el 18,71 % en Alemania y el 7,11 % en España.
El búlgaro es la lengua materna de 5 037 607 personas o un 85,3 %, un idioma que pertenece al grupo de lenguas eslavas meridionales y es el único idioma oficial en el país. El idioma turco es hablado como primera lengua por el 8,7 % de los habitantes, y la lengua romaní es la materna de un 3,9 % de la población.

### Religión
La mayoría (59,4 %) pertenece, al menos nominalmente, a la Iglesia ortodoxa. La Iglesia ortodoxa búlgara obtuvo el estatus de autocéfala en el 927, lo que la convierte en la iglesia eslava más antigua. Según el censo de 2011, otras denominaciones religiosas practicadas en el país incluyen el islam (7,8 %), varias denominaciones protestantes (0,9 %), el catolicismo (0,7 %) y otras (0,1 %). Se declaran ateos o agnósticos el 9,3 % de la población. Mientras que el 21,8 % no se define en materia religiosa. Bulgaria se considera oficialmente como un Estado laico. El ejercicio de la constitución garantiza la libre religión, pero nombra a la Iglesia ortodoxa búlgara como la "religión tradicional".

### Educación
El Ministerio de Educación, Juventud y Ciencia supervisa la educación en Bulgaria. Todos los niños de edades comprendidas entre siete y dieciséis años deben asistir a la escuela de tiempo completo, aunque desde los seis años de edad pueden inscribirse en la escuela, según el criterio de sus padres. El Estado proporciona educación en sus escuelas de forma gratuita, excepto para los establecimientos de enseñanza superior, institutos y universidades. El plan de estudios se centra en ocho temas principales: literatura y lengua búlgara, lenguas extranjeras, matemáticas, tecnología de la información, ciencias sociales y humanidades, ciencias naturales y ecología, música y arte y educación física y deportes.

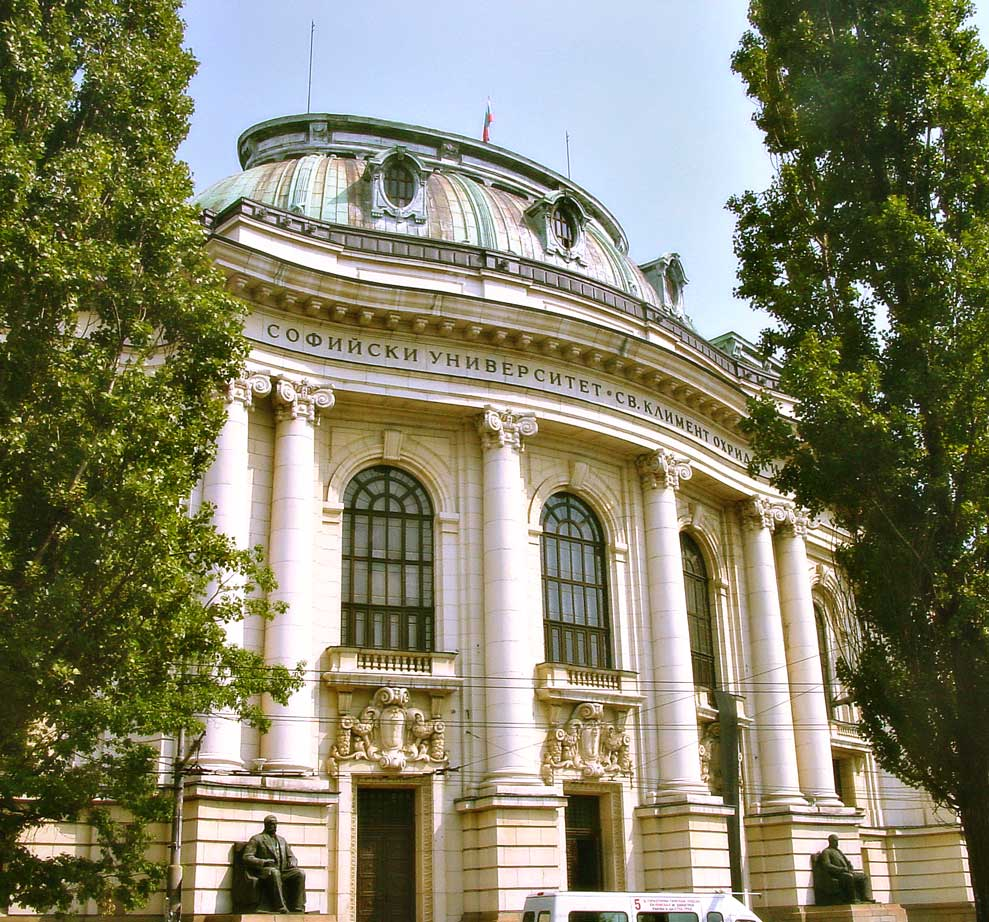
Rectorado de la Universidad de Sofía.

En 2003, según estimaciones del gobierno, la tasa de alfabetización era de 98,6 %, aproximadamente la misma para ambos sexos. Bulgaria ha tenido tradicionalmente altos estándares de educación, y sus estudiantes se encuentran en segundo lugar en el mundo, según las puntuaciones obtenidas en pruebas de razonamiento SAT y de CI de la asociación Mensa International.

### Salud
Bulgaria tiene un sistema de salud universal, en su mayoría financiado por el Estado. El Fondo Nacional para el Seguro de Salud (FNSS) paga una parte cada vez mayor de los costos de la atención primaria de salud. Para remediar esto, los empleados y empleadores aportan un porcentaje obligatorio de sus salarios al Fondo, con el objetivo de reducir gradualmente el apoyo del Estado a la atención sanitaria. Entre 2002 y 2004, los gastos de salud en el presupuesto nacional aumentaron de 3,8 % a 4,3 %; más del 60 % de estos gastos llegaron al FNSS. En 2010, el presupuesto para la atención sanitaria ascendía a 4,2 % del PIB, es decir, alrededor de 1300 millones de euros. Algunas de las instalaciones médicas más grandes de Bulgaria son el Hospital de Pirogov y la Academia Médica Militar de Sofía. Bulgaria tiene 181 médicos por cada 100 000 habitantes, por encima de la media de la Unión Europea. Pese a esto, la esperanza de vida es de 73,4 años, por debajo del promedio de la Unión Europea.

## Cultura

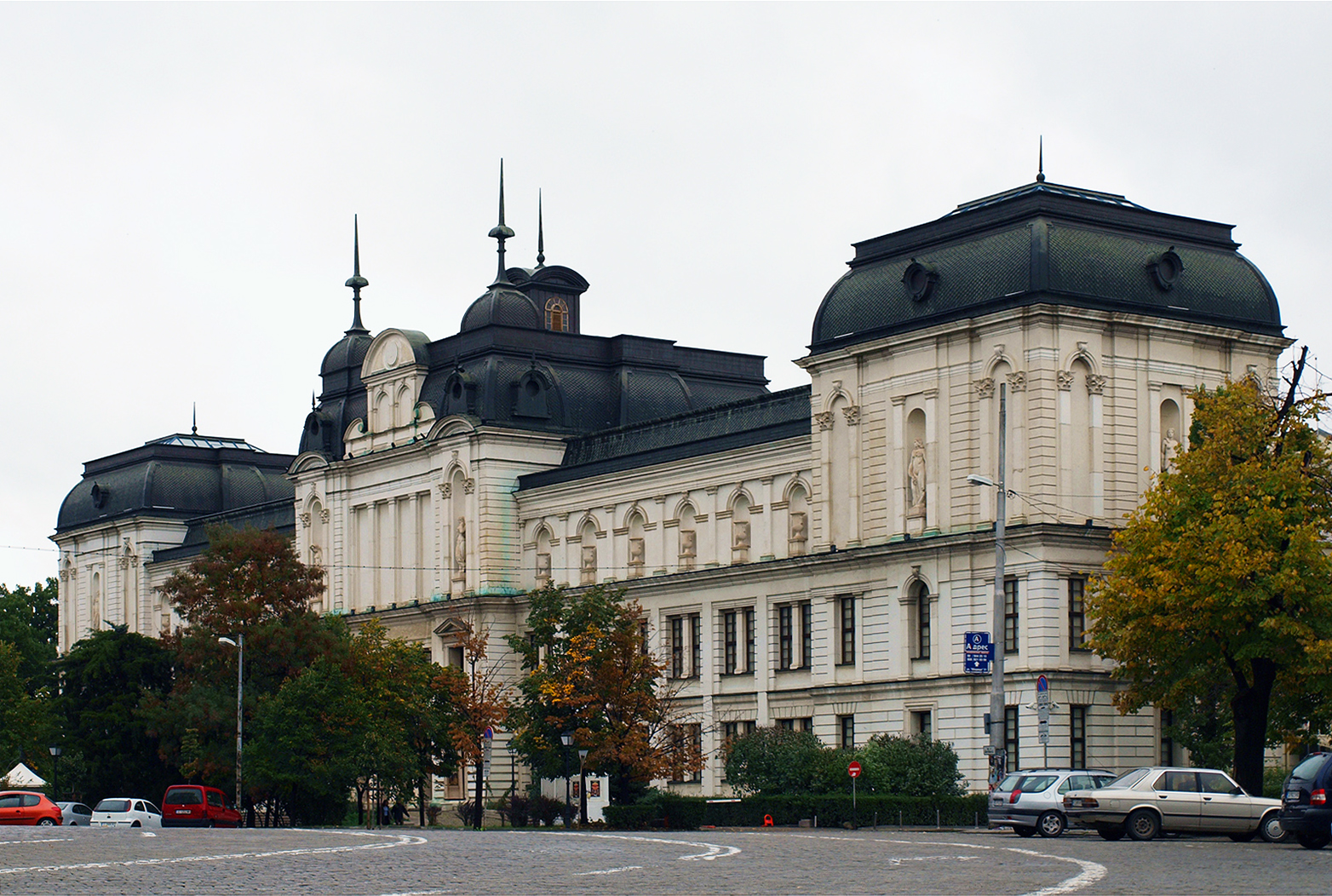
La Galería Nacional de Arte Extranjero alberga numerosos ejemplos de arte europeo, asiático y africano.

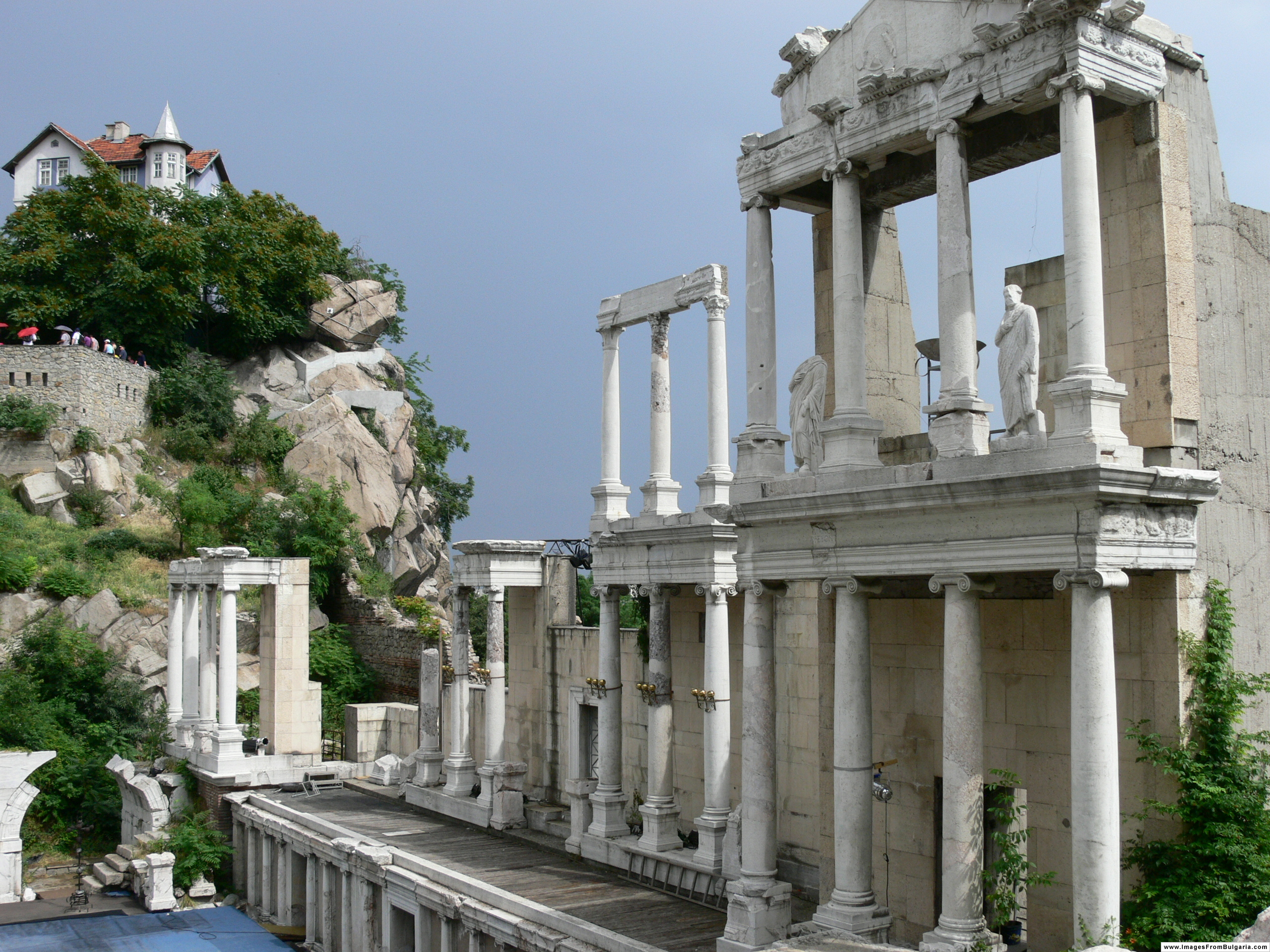
Teatro romano de Plovdiv, en la ciudad más antigua de Europa.

La cultura tradicional búlgara es rica en herencia tracia, eslava y búlgara, junto con influencia de los griegos, romanos, otomanos y celtas. Gran parte del legado de los tracios comprende numerosas tumbas y tesoros de oro. El territorio actual del país incluye partes de las antiguas provincias romanas de Mesia, Tracia y Macedonia y muchos de los descubrimientos arqueológicos datan de tiempos del Imperio romano, aunque los antiguos búlgaros también han dejado huellas de su patrimonio en la música y en la arquitectura antigua. El Primer y Segundo Imperio Búlgaro funcionaron como el centro de la cultura eslava durante gran parte de la Edad Media, ejerciendo considerable influencia literaria y cultural en el mundo ortodoxo eslavo por medio de las escuelas literarias de Ohrid y Preslav. Una de las principales aportaciones del pueblo búlgaro es el alfabeto cirílico, usado como un sistema de escritura por muchas lenguas en Europa oriental y Asia, el cual se originó en la antigua Bulgaria alrededor del siglo IX.
Un artefacto histórico de gran importancia es el tesoro más antiguo hecho de oro en el mundo, que data del quinto milenio a. C., encontrado el sitio arqueológico de la Necrópolis de Varna. Además, Bulgaria tiene nueve sitios inscritos en la lista del Patrimonio de la humanidad de la Unesco: el Caballero de Madara, la tumba tracia de Svechtari y Kazanlak, la Iglesia de Boyana, el Monasterio de Rila, las Iglesias rupestres de Ivanovo, el parque nacional del Pirin, la Reserva Natural de Srébarna y la antigua ciudad de Nesebar.

### Arte, música y literatura

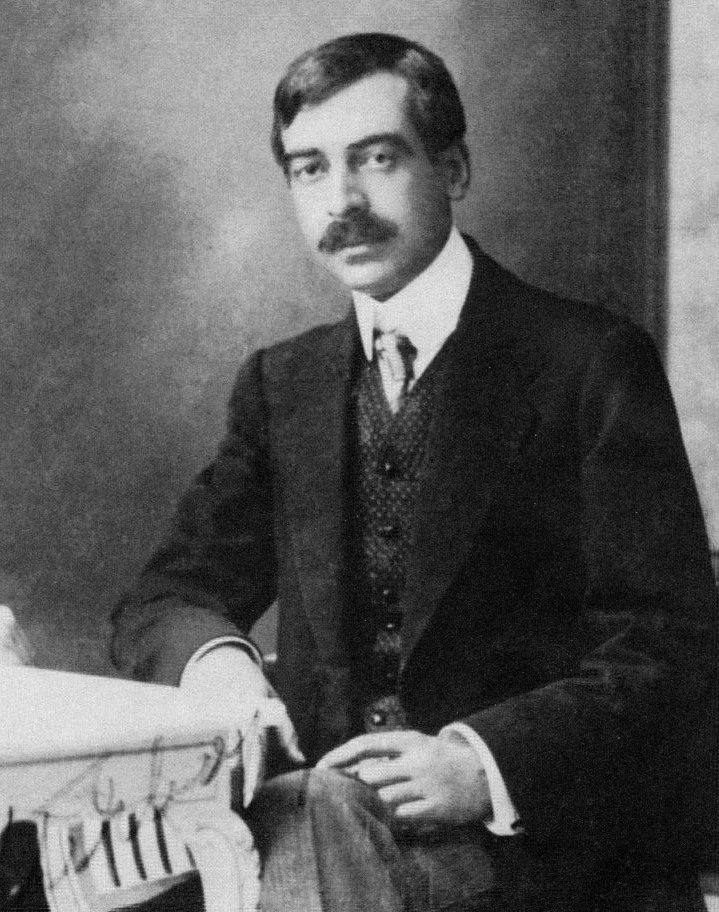
El poeta simbolista búlgaro Peyo Yavorov.

Bulgaria tiene un patrimonio rico y religioso de artes visuales, especialmente en los frescos, murales e iconos, muchos de ellos producidos por la escuela artística de Tarnovo. En todo el país, diversas obras de artistas búlgaros se exhiben en más de 200 museos, entre los que destacan el Museo Nacional de Arqueología y la Galería Nacional de Arte., ambos localizados en la capital.
El país tiene una larga tradición musical, que se remonta hasta los comienzos de la Edad Media. Yoan Kukuzel (c. 1280-1360) se convirtió en uno de los primeros compositores más conocidos de la Europa medieval. La música folclórica nacional tiene un sonido distintivo y utiliza una amplia gama de instrumentos tradicionales, tales como el gudulka (гъдулка), la gaida (гайда), el kaval (кавал) y el tupan (тъпан). La música clásica búlgara está representada por compositores como Emanuil Manolov, Pancho Vladigerov, Marin Goleminov y Georgi Atanasov, además de cantantes de ópera como Boris Hristov y Raina Kabaivanska y pianistas como Alexis Weissenberg y Vesselin Stanev. El festival de verano "Espíritu de Burgas", se celebra anualmente en la ciudad de Burgas y se ha convertido en un escenario importante de la música búlgara moderna, además de ser uno de los festivales de música más importantes de Europa.
Muchas de las primeras obras de la literatura eslava se crearon en la Bulgaria medieval, tales como El Evangelio didáctico por Constantino de Preslav y Una cuenta de cartas por Chernorizets Hrabar, ambos escritos cerca del 893. Los autores búlgaros más notables incluyen al romántico Ivan Vazov, los simbolistas Pencho Slaveykov y Peyo Yavorov, el expresionista Geo Milev, el escritor de ciencia ficción Pavel Vezhinov, escritores como Ivan Vazov, Gueorgui Karaslavov, Dimitar Dimov y el postmodernista Alek Popov, conocido por la adaptación al cine de su novela Mission London. El escritor en alemán Elias Canetti es el único búlgaro que ganó el Premio Nobel, que fue de Literatura, en 1981.

### Ciencia y tecnología

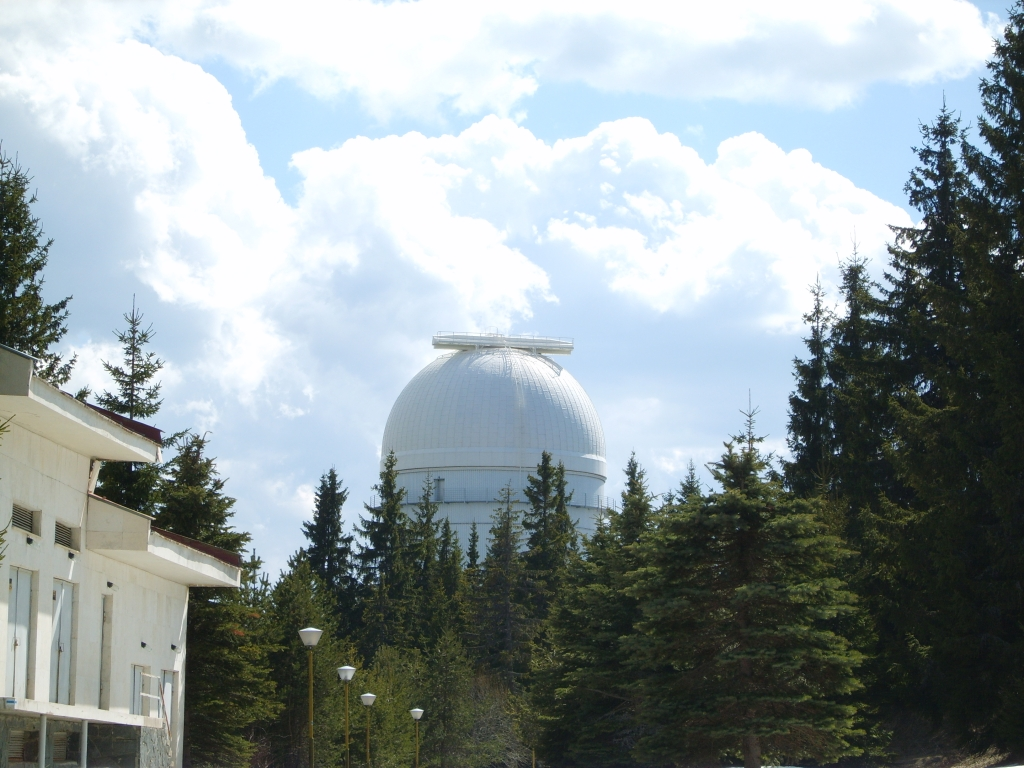
Torre del telescopio en el Observatorio de Rozhen.

En 2008 Bulgaria gastó el 0.4 % de su PIB en la investigación científica, lo que representa uno de los más bajos presupuestos científicos en Europa. Desde 1990, las continuas inversiones insuficientes en el sector científico forzaron a muchos profesionales de la ciencia a abandonar el país. Sin embargo, Bulgaria posee una gran tradición en el estudio de la astronomía, física, tecnología nuclear, investigación médica y farmacéutica y mantiene un programa de exploración polar por medio de un satélite artificial y una base de investigación permanente. La Academia Búlgara de Ciencias (ABC) es la principal institución científica en el país y emplea a la mayoría de los investigadores de Bulgaria en sus numerosas especialidades.
Los científicos búlgaros han realizado varios descubrimientos e invenciones notables, tales como el prototipo del reloj digital (Peter Petroff), la galantamina (Dimitar Paskov), la teoría cinético-molecular de la formación y crecimiento del cristal (formulada por Ivan Stranski) y los invernaderos (Agencia Espacial Búlgara). En 1979, Bulgaria se convirtió en el sexto país en el mundo con un astronauta en el espacio, cuando el general Georgi Ivanov viajó en la misión del Soyuz 33.
En la década de 1980, Bulgaria era conocida como el Silicon Valley del Bloque del Este, debido principalmente a la exportación a gran escala de tecnología de informática hacia los miembros del Consejo de Ayuda Mutua Económica. En 2002, el país ocupó el octavo lugar en el mundo por el número total de especialistas de las TIC, superando a países con poblaciones mucho más amplias, además de operar la única supercomputadora en la región de los Balcanes, una Blue Gene/P, que entró en servicio en septiembre de 2008.
Según el Índice mundial de innovación, a cargo de la Organización Mundial de la Propiedad Intelectual, en 2024, Bulgaria se ubicó en lugar 38 en innovación entre 133 países del mundo, al igual que en 2023, frente al lugar 35 que había ocupado en 2022.

### Gastronomía

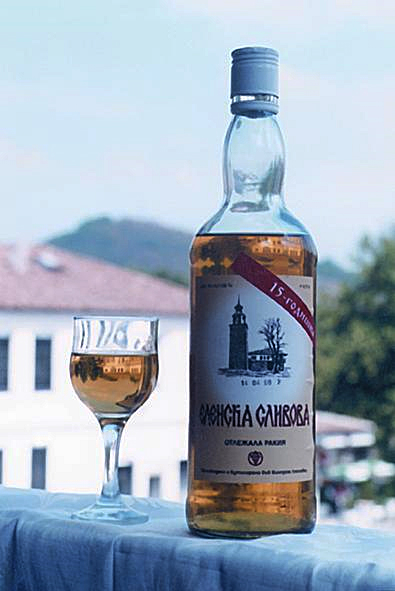
Rakia elaborada en Elena, centro de Bulgaria.

El yogur (кисело мляко), la lukanka (луканка), la banitsa (баница), la ensalada Shopska (шопска салата), la lyutenitsa (лютеница), el sirene (сирене), la baklava (баклава) y el kozunak (козунак) son algunos de los alimentos más característicos de la gastronomía de Bulgaria. Debido al clima relativamente cálido y a su compleja geografía, el territorio nacional ofrece las condiciones de crecimiento excelentes para una gran variedad de hortalizas, hierbas y frutas. La mayoría de los platos se cocinan al horno, al vapor o en forma de estofado. Las frituras son raras, pero las parrilladas (especialmente de diferentes tipos de carnes) se elaboran en todo el país. La carne de cerdo es la carne más común, seguida del pollo y el cordero. Otros platos orientales como la musaca, el gyuvech y el baklava son ampliamente consumidos.
La gastronomía de Bulgaria también se destaca por la calidad de los productos lácteos y ensaladas, así como la variedad de vinos y bebidas alcohólicas locales como el rakia, el mastika y la menta. El vino búlgaro también es otra bebida importante, destacando los de Dimiat y el Mavrud. El vino búlgaro se exporta a diferentes partes de todo el mundo, y hasta 1990 el país era el segundo exportador mundial más importante de vino embotellado. En 2007, se producían anualmente cerca de 200 000 toneladas de vino, el 20.° volumen más grande del mundo.

## Deportes
Bulgaria obtiene buenos resultados en deportes como voleibol, lucha, halterofilia, piragüismo, remo, tiro deportivo, gimnasia, ajedrez y recientemente, sumo y tenis. Actualmente destacan los nombres de los tenistas Grigor Dimitrov y Tsvetana Pironkova. Bulgaria tiene una gran escuela de gimnasia rítmica, que fue desarrollada por la entrenadora y coreógrafa Neshka Robeva. Ella entrenó a las siete ganadoras de las medallas de oro en campeonatos mundiales y europeos de la década de 1980, denominadas entonces Chicas de oro de Bulgaria. El país cuenta con uno de los principales equipos de voleibol masculino en Europa, colocado sexto en el mundo, según la clasificación elaborada por la Federación Internacional de Voleibol, mientras que el equipo femenino de voleibol terminó segundo en la Liga Europea de 2010.
Veselin Topalov es Gran Maestro y campeón mundial de ajedrez, Stefka Kostadinova es campeona mundial, olímpica y europea en salto de altura, y su récord del mundo de 2.09 m. está aún vigente. Bianka Panova es ganadora de nueve medallas de oro en campeonatos mundiales y de cinco medallas de oro en campeonatos europeos.
El fútbol es, por mucho, el deporte más popular en el país. Dimitar Berbatov es uno de los jugadores de fútbol búlgaro más famoso del siglo XXI, mientras que Hristo Stoichkov, ganador de la Bota de Oro Europea y también el balón de oro en 1994, es considerado como el jugador búlgaro más exitoso de todos los tiempos. El mejor resultado obtenido por la selección de fútbol de Bulgaria en la Copa Mundial de Fútbol fue en 1994, con un cuarto lugar. Dentro de Bulgaria, existe la primera división del país, en donde el club más ganador es el CSKA Sofía.
Bulgaria participa en los Juegos Olímpicos de verano e invierno y su primera aparición olímpica se remonta a los primeros Juegos Olímpicos modernos en 1896, representado por el gimnasta suizo Charles Champaud. Desde entonces, el país ha estado presente en la mayoría de las ediciones de verano de la Olimpiadas, y para el año 2010 había ganado un total de 218 medallas: 52 de oro, 86 de plata y 80 de bronce, lo que lo coloca en el lugar 24 en el medallero, alcanzó el tercer lugar en el medallero en los JJ. OO. de Moscú detrás de la URSS y RDA.